# Авиационные происшествия с Ан-2
По данным портала Aviation Safety Network, по состоянию на 11 февраля 2022 года было потеряно 784 самолёта Ан-2 различных модификаций. Ан-2 пытались угнать 5 раз, при попытках угона погиб 1 человек. Всего в этих происшествиях погибли 810 человек.

## Список
Представленные в таблице данные неполные и не окончательные.
| Дата       | Бортовой номер | Место катастрофы                                                                                        | Жертвы                            | Краткое описание |
| ---------- | -------------- | --- | --------------------------------- | --- |
| н. д.      | Н574           | н. д.                                                                                                   | н. д.                             | Вынужденная посадка. |
| н. д.      | YU-BFR         | н. д.                                                                                                   | н. д.                             | Списан до 1990 года. |
| н. д.      | н. д.          | Мелец                                                                                                   | 0/0                               | Уничтожен во время шторма. |
| н. д.      | 01216          | Читинская область                                                                                       | 0/н. д.                           | После несанкционированной посадки на русло реки в Читинской области экипаж попытался взлететь. Закрылки были выбраны на позиции для посадки вместо взлёта. Самолёт поднялся в воздух, но не смог набрать высоту. Он ударился о скалу левой стойкой шасси и упал в реку. |
| 21.04.1951 | А2597          | Араданский хребет                                                                                       | 4/4                               | Самолёт вылетел из Кызыла в Абакан с 500 кг пушнины. В аэропорт назначения самолёт не прибыл. Обломки самолёта были найдены только в июне 2019 года. |
| 16.06.1951 | Х986           | Магаданская область, 45 км юго-западнее аэр. Омсукчан                                                   | 0/8                               | Пролетев посёлок Стрелка, КВС самовольно изменив маршрут, взял курс прямо на Омсукчан. Связь с АДС аэропорта Сеймчан не держал. Во время пролёта ущелья, завершающегося препятствием — вершиной на высоте 1400 м, не имея выхода из сложившейся ситуации, КВС свалил самолёт в распадке на высоте около 1380 м на северо-восточном склоне горы Невская. |
| 20.08.1951 | Н566           | Якутская АССР, река Лена                                                                                | 1/4                               | После отрыва, набрав высоту 50—60 м, самолёт стал крениться влево. Пилот попытался вывести самолёт из крена управлением элеронами и правой ногой, однако самолёт продолжал увеличивать крен и опускать нос. |
| 20.08.1951 | Н568           | Красноярский край, Таймырский автономный округ, Усть-Тарея                                              | 5/5                               | Самолёт использовался для проведения ледовой разведки. При заходе на посадку на а/д Усть-Тарея на низкой высоте, пролетая над оврагом, самолёт попал в нисходящий воздушный поток, произошла просадка. Ан-2 столкнулся со склоном оврага, разрушился и сгорел. |
| 23.08.1951 | Г324           | Бурят-Монгольская АССР, Северо-Байкальский район, район северной оконечности озера Байкал               | 6/6                               | В долине реки Ушихта перешёл в резкое снижение, перед вылетом КВС был в состоянии сильного опьянения. |
| 07.09.1951 | А2583          | Украинская ССР, Киевская область, район села Горбовичи, Киево-Святошинский район                        | 5/5                               | Самолёт разрушился в воздухе и потерпел катастрофу в районе села Горбовичи Киево-Святошинского района Киевской области (24 км западнее Киева). Экипаж погиб. |
| 18.09.1951 | Н565           | Красноярский край, Эвенкийский автономный округ, район реки Тукалан                                     | 0/2                               | При выполнении взлёта самолёт в конце разбега увяз колёсами в грунт, скапотировал и загорелся. Экипаж не пострадал. Самолёт полностью выведен из строя. |
| 06.10.1951 | Г389           | Тувинская автономная область, Сут-Хольский район, г. Хор-Тайга                                          | 2/5                               | Выполняя очередной съёмочный маршрут, проходя над горой Хор-Тайга, самолёт задел правой ногой шасси и правой полукоробкой крыльев за склон вершины. |
| 23.05.1952 | А2624          | Таджикская ССР, Шаартуз                                                                                 | 1/2                               | После нормального взлёта и набора высоты до 20 м самолёт резко увеличил угол подъёма и на высоте 30-35 м потерял скорость, свалился в левый крен и с разворотом на 160° ударился о землю. |
| 28.09.1952 | Н591           | Красноярский край, Таймырский автономный округ, Усть-Тарея                                              | 6/6                               | В сложных условиях пересечённого рельефа местности при сильном порывистом встречно-боковом ветре (до 20 м/с) пилот не справился с пилотированием самолёта и при попытке ухода на второй круг потерял скорость, свалился на левое крыло и столкнулся с землёй с работающим мотором. В результате возникшего пожара самолёт полностью сгорел в течение 3-5 минут. |
| 09.10.1952 | Ш816           | Рязанская область, Сасовский район, северо-восточнее села Берестянки                                    | 4/4                               | Самолёт сделал левый разворот и с левым креном на скорости, превышающей скорость планирования, пошёл на снижение |
| 01.07.1953 | А2638          | Камчатская область, Елизовский район, 18 км западнее-северо-западнее села Коряки                        | 11/11                             | Командир Ан-2 (борт А2638) последовал за другим Ан-2 (борт А3464) в пределах видимости летящего впереди самолёта. Подлетая к речке и перевалу Поперечная, зам. к-ра авиаотряда, увидев над перевалом низкую облачность с дождём, предупредил командира Ан-2 (борт А2638). Проходя перевал, зам. к-ра 149 ао вызвал экипаж борта А2638 и просил передать его высоту полёта. Ответа не последовало. Борт А3464 прибыл в Петропавловск-Камчатский, борт А2638 в аэропорт не прибыл. |
| 26.09.1953 | Л231           | Бурят-Монгольская АССР, Баунтовский район, а/п Богадрино                                                | 3/10                              | Прорулив в конец полосы, командир самолёта, не опробовав мотор и рулевое управление, в 08:35 пошёл на взлёт. Пробежав 110 м, самолёт оторвался, пролетел 30 м, набрал высоту 1 м и стал постепенно входить в левый крен с разворотом, который всё время увеличивался. Пролетев по дуге, на расстоянии 120 м от северной границы ВПП самолёт вышел за обочину аэродрома, на расстоянии 36 м от которой коснулся нижней плоскостью левой полукоробки о землю, потом коснулся земли верхней плоскостью левой полукоробки. Прочертив ими по земле 32 м, самолёт столкнулся с фанерной будкой торгового ларька левой полукоробкой, после чего пошёл на нос и с работающим мотором ударился о землю.                                                                       |
| 10.04.1954 | Н607           | Магаданская область, Чукотский автономный округ, район мыса Якан, Иультинский                           | 0/5                               | Через 53 минуты полёта самолёт встретил сильный снегопад, не предусмотренный прогнозом погоды. Вместо того, чтобы вернуться на аэродром вылета, пилот, снизившись до бреющего полёта, пытался продолжать полёт вдоль берега. В районе мыса Якан самолёт оказался над возвышенной частью берега. Из-за плохой видимости пилот не заметил превышения местности, ударился лыжами о возвышенность, снёс шасси, повредил центроплан, плоскости и подмоторную раму. |
| 08.05.1954 | Н140           | Северный Ледовитый океан, район Северного полюса                                                        | 0/5                               | Причиной аварии явился преждевременный переход винта в реверс, что вызвало появление обратной тяги в воздухе и, как следствие, быструю потерю скорости самолёта. Из-за полного разрушения деталей самолёта пожаром точную причину установить не удалось. |
| 16.05.1955 | Л5579          | Челябинская область, 6 км южнее совхоза Подовинное                                                      | 8/8                               | Через 2-3 минуты полёта, на расстоянии 6 км южнее аэродрома, самолёт с горизонтального полёта резко перешёл в крутое снижение и с работающим мотором на большой скорости ударился о землю, экипаж находился в состоянии опьянения. |
| 01.07.1955 | Л2641          | Коми АССР, район ст. Тобысь, 50 км юго-западнее Ухты                                                    | 0/10                              | На высоте 300 м через 12 минут полёта упало давление РК до 400 мм рт.ст. Включение подогрева и дача газа результатов не дали. Командир корабля перевёл шаг винта на малый, РК не увеличилось. Самолёт терял высоту и скорость. Убедившись в невозможности восстановить работу мотора, командир корабля принял решение о вынужденной посадке и развернул самолёт в сторону болота, но высоты не хватило. |
| 24.07.1955 | Л2616          | Еврейская автономная область, 20 км юго-западнее а/п Биробиджан                                         | 4/4                               | После взлёта, в нарушение требований НПП ГА-51, экипаж произвёл разворот на высоте 15-20 м. Пролетев от аэропорта 20 км на юго-запад и пройдя перевал высотой 600 м, экипаж перешёл на бреющий полёт над лесом. В результате полёта на недопустимо малой высоте самолёт в горизонтальном полёте зацепил за деревья и с работающим мотором упал в лес и загорелся. |
| 10.10.1955 | Н606           | Северный Ледовитый океан, район дрейфа станции СП-5, за 85-й широтой                                    | 0/3                               | После взлёта с площадки лагеря пилот на подлёте к ледовому аэродрому попал в туман, который образовался над ближайшей полыньей и закрыл ВПП. При этом самолёт начал быстро обледеневать и стекла пилотской кабины покрылись инеем. Пилот всё же пытался зайти на посадку, но из-за обледенения стёкол не видел аэродром, потерял высоту и на развороте задел крылом за торосы в 1 км от ВПП. |
| 13.11.1955 | Л1968          | Красноярский край, Енисейский район, 65 км юго-западнее Ярцево                                          | 0/н. д.                           | Через 8-10 минут полёта пилот переключил 4-ходовой бензокран на правую группу баков, не включив при этом бензиномер, а через 18-20 минут полёта, на высоте 700 м, мотор остановился вследствие полной выработки горючего из правой группы баков. При вынужденной посадке на лес в 65 км юго-западнее Ярцево самолёт разрушился и подлежит списанию. |
| 10.12.1955 | Х200           | Молотовская область, Ныробский район, район Богатырёво                                                  | 0/н. д.                           | Самолёт встретил сложные метеоусловия и при снижении экипаж потерял наземные ориентиры. Продолжая снижение, самолёт зацепил деревья и упал на переднем склоне возвышенности в 1…1,5 км от н.п. Богатырёво Ныробского района. |
| 23.03.1956 | Л3805          | Камчатская область, Тигильский район, село Воямполка                                                    | 1/5                               | После сброса посылки весом 400 грамм (порох) самолёт некоторое время продолжал прямолинейный полёт и затем был введён в левый разворот. Во время разворота командир корабля, наблюдая за сброшенным пакетом, допустил увеличение крена и зарывание самолёта, в результате чего самолёт оказался в непосредственной близости от земли, так как местность имеет превышение на 25 м по отношению к посадочной площадке на льду реки. Пилот вывел самолёт из крена, но не успел вывести его из угла снижения. Самолёт ударился лыжами о землю, перешёл на левую полукоробку, прополз 75 м и перевернулся на спину. |
| 02.07.1956 | Л5679          | Красноярский край, Туруханский район, Подкаменная Тунгуска                                              | 0/4                               | Руководитель полётов, находясь на сухопутном аэродроме (в 6 км от гидроаэродрома) и не зная обстановки для посадки, передал экипажу данные о погоде и разрешил посадку. При производстве посадки на зеркальную поверхность воды в условии наступивших сумерек, с зажжёнными посадочными фарами, пилот не смог правильно определить высоту выравнивания и своевременно не вывел самолёт из режима планирования. Самолёт ударился поплавками о воду и затонул. |
| 20.07.1956 | Л5554          | Якутская АССР, хр. Хадарания, 175 км северо-восточнее а/д Батагай                                       | 4/6                               | Столкновение с горой из-за плохих метеоусловий. |
| 26.07.1956 | Л228           | Красноярский край, Мотыгинский район, пос. Мотыгино                                                     | 0/2                               | Планирование на посадку пилот производил на повышенной скорости, без применения закрылков. Ни он, ни второй пилот за правильностью расчёта на посадку не следили. В результате самолёт приземлился на колёса с перелётом 150 м, взмыл и, пролетев 70-80 м, вторично приземлился на три точки. Командир самолёта проявил растерянность и не только не ушёл своевременно на второй круг, но и не использовал в должной мере тормоза для сокращения длины пробега. Самолёт выкатился за границу аэродрома и свалился в канаву. |
| 01.08.1956 | Л3700          | Тюменская область, ХМАО, Берёзовский район, озеро Нангъятур                                             | 0/н. д.                           | При заходе на посадку на озеро, имеющее ограниченные размеры 480×560 м, пилот выпустил закрылки и включил тумблер автомата защиты сети реверса воздушного винта. Имея избыток высоты и опасаясь перелёта при расчёте на посадку, пилот на высоте 15-20 м решил увеличить угол выпуска закрылков. Не выключив тумблер АЗС реверса воздушного винта, как это требует временное РЛЭ Ан-2 на поплавковом шасси, пилот по невнимательности ошибочно нажал на кнопку реверса воздушного винта. Винт вошёл в положение реверса и самолёт, потеряв скорость, под углом 60-70° ударился о воду. |
| 20.08.1956 | Л3488          | Магаданская область, 23 км от а/п Гижига                                                                | 3/4                               | Самолёт производил аэрогеофизическую съёмку местности. При снижении самолёт попал в облака и на развороте столкнулся с сопкой и загорелся. Производственного налёта и опыта полётов в горных районах экипаж не имел и на аэрогеофизическую съёмку был назначен впервые, имея при этом допуск только к работам в равнинной местности. |
| 16.09.1956 | А2582          | а/п Сюльдюкар                                                                                           | 1/3                               | Неудачный заход на посадку по вине командира воздушного судна. Самолёт, сделав просадку, ударился колёсами основного шасси о берег реки на 1,5 м ниже уровня ВПП с недолётом до её торца 43 м. При ударе шасси подломились, оборвались верхние подкосы моторамы и отломились лопасти винта. Продвинувшись по земле 84 м от места удара, самолёт скапотировал и сгорел. |
| ??.01.1957 | Л3491          | Туркменская ССР, пустыня Каракумы, между Чарджоу и Марами                                               | 2/2                               | Самолёт с высоты около 400 м перешёл в пикирование и столкнулся с барханами. Экипаж погиб. |
| 30.01.1957 | н. д.          | Краснодарский край, 23 км восточнее Анапы                                                               | 0/12                              | Выйдя на Анапу, пилот, вопреки здравому смыслу и в нарушение правил полётов, стал выполнять полёт напрямую через горы, закрытые сплошной низкой облачностью на высоте 200 м. С приближением к горам самолёт, находясь под облачностью, в условиях сильного встречного ветра и нисходящих потоков воздуха стал терять высоту. Зацепившись за верхушки деревьев, самолёт упал в лес на склоне горы в 23 км восточнее Анапы. |
| 12.02.1957 | Л1233          | Архангельская область, Ненецкий автономный округ, Канино-Тиманский район, район п.п. Губистая           | 1/2                               | При подходе самолёта посадочная площадка была закрыта туманом. Командир самолёта, в нарушение НПП ГА-51, вместо возврата в Мезень пытался произвести посадку в Губистой. В 09:10, при заходе на посадку и выполнении разворота в тумане на недопустимо малой высоте, самолёт правой полукоробкой крыльев зацепился за землю и потерпел катастрофу. |
| 01.05.1957 | н. д.          | Киргизская ССР, горы Таласский Алатау, между Токтогулом и Таласом                                       | 0/5                               | Пренебрегая требованиями НПП ГА-51, пилот для перелёта горного хребта Таласский Алатау не набрал необходимой безопасной высоты и пытался преодолеть хребет на недопустимо малой высоте. Встретив в горах погоду ниже минимума, пилот не возвратился в пункт вылета, а продолжал полёт на Талас, уклоняясь от установленного маршрута, чем вновь нарушил НПП ГА-51. При перелёте перевала самолёт зацепил крылом за скалу. Продолжая полёт с повреждённой плоскостью, встретив сплошную облачность со снегом, вследствие невозможности дальнейшего полёта пилот произвёл посадку на склоне горы. |
| 05.05.1957 | Л3807          | Магаданская область, Чукотский автономный округ, пос. Танюрер                                           | 0/3                               | Основной причиной аварии была грубая недисциплинированность и лихачество командира самолёта, совершившего разворот самолёта на малой высоте с большим креном с пассажирами на борту. |
| 17.05.1957 | н. д.          | Иркутская область, Приморский хребет, 5 км от западного берега Байкала                                  | 0/5                               | Полёт по маршруту производился вверх по склону с крутизной 10°, что является нарушением требований «Положения для аэрогеофизической съёмки». В полёте с набором высоты, по мере повышения рельефа, пилот увеличивал угол набора. В результате самолёт потерял скорость и упал на склоне хребта на высоте 1400 м, в 5 км от берега озера. |
| 09.06.1957 | Л5528          | Приморский край, район Кавалерово                                                                       | 1/2                               | По мере подъёма самолёта к вершине горы истинная высота полёта уменьшалась. Во избежание столкновения с горой пилот ввёл самолёт в разворот с большим креном. Не имея достаточной высоты, перегруженный (полётный вес самолёта перед вылетом составлял 5207 кг, что выше предельного на 207 кг) самолёт потерял скорость, зацепился левой полукоробкой крыльев за деревья и потерпел катастрофу. |
| 12.06.1957 | А3882          | Ростовская область                                                                                      | 4/4                               | Самолёт на большой скорости, с углом и креном, ударился о землю и сгорел. Все члены экипажа погибли, экипаж был в состоянии алкогольного опьянения. |
| 07.07.1957 | Л5463          | Казахская ССР, Гурьевская область, 1 км от пос. Меловой                                                 | 2/5                               | Мыс Меловой был закрыт туманом, однако, в нарушение НПП ГА-51 и вопреки здравому смыслу, пилот стал производить посадку в тумане, в 1 км от посёлка Меловой (позже в этом районе построен город Актау). При снижении на посадку пилот поздно заметил землю и не успел выровнять самолёт, который ударился шасси о землю и скапотировал. |
| 29.08.1957 | Л1924          | Ставропольский край, 20-25 км севернее Ставрополя                                                       | 5/5                               | В 20-25 км севернее Ставрополя пилот встретил туман и перешёл на бреющий полёт вместо того, чтобы возвратиться в аэропорт вылета. При полёте в тумане на недопустимо малой высоте самолёт зацепил колёсами шасси за землю и скапотировал. |
| 22.09.1957 | Л3706          | Коми АССР, район а/п Сыктывкар                                                                          | 3/3                               | После взлёта, который был выполнен с разрешения диспетчера КДП, экипаж доложил о выполнении первого разворота на высоте 150 м и, отвечая на запрос КДП, сообщил, что видит впереди облачность высотой 160-200 м. После этого связь с самолётом прекратилась. На участке полёта от первого до второго разворота самолёт вошёл в низкую облачность. Пытаясь выйти из облачности, экипаж перевёл самолёт на снижение с разворотом в сторону аэродрома и, не имея под собой световых ориентиров, при отсутствии видимости естественного горизонта, не заметил недопустимого снижения самолёта, который зацепил плоскостью за землю. |
| 03.10.1957 | Н567           | Чукотский автономный округ, сопка Орловская                                                             | 0/н. д.                           | Проведение аэрогеофизических съёмок. Экипаж не соблюдал установленных высот полёта. Пилот Сарафанов, тактически неграмотно маневрируя при заходе на съёмку, пытался зайти на склон горы с большим углом подъёма. В результате самолёт потерял скорость и, ударившись о большой камень, снёс шасси, повредив нижние плоскости и фюзеляж. Самолёт разбит, восстановлению не подлежит. |
| 10.02.1958 | н. д.          | Ростовская область, совхоз «Манычский»                                                                  | 0/4                               | Полёт выполнялся на высоте 15-20 м почти при отсутствии горизонтальной видимости. В этих условиях пилот не смог обнаружить площадку центральной усадьбы и после беспорядочных полётов в разных направлениях принял совершенно неправильное решение производить посадку в тумане вместо того, чтобы выйти в район хорошей погоды. После посадки самолёт пробежал 70 м и столкнулся с жилым домом. |
| 14.03.1958 | н. д.          | Мурманская область, г. Кучинтундра, 75 км западнее а/п Мурманск (Мурмаши)                               | 5/7                               | Обратный полёт выполнялся не по установленной трассе, а напрямую, южнее нее. Находясь на траверзе Луостари, командир самолёта сообщил по радио на а/д Луостари, что выполняет полёт на высоте 600 м над облачностью до 5 баллов. В дальнейшем полёт совершался со снижением, без учёта рельефа местности и знания местонахождения самолёта. В результате, примерно через 20 минут после вылета из а/п Никель самолёт в 75 км западнее а/п Мурмаши и в 20 км от линии пути самолёт столкнулся с горой Кучинтундра в 20-25 м ниже её вершины и потерпел катастрофу. |
| 02.05.1958 | Н588           | Красноярский край, 60 км от Игарки                                                                      | 3/3                               | Самолёт потерпел катастрофу и полностью разрушился. Экипаж Хатангского авиаотряда Полярной авиации Главсевморпути погиб. Причины неизвестны. |
| 15.05.1958 | Л3734          | Иркутская область, Жигаловский район, 70 км севернее Жигалово                                           | 8/н. д.                           | Самолёт потерпел катастрофу из-за отказа двигателя при выполнении пассажирского рейса по МВЛ. |
| ??.05.1958 | Н542           | н. д.                                                                                                   | н. д.                             | Уничтожен ураганом. |
| 26.06.1958 | Л2620          | Кемеровская область                                                                                     | 0/н. д.                           | Потерпел аварию при посадке на непригодной неровной площадке по причине остановки двигателя в полёте во время выполнения АХР. |
| 26.06.1958 | н. д.          | а/п Нижняя Пёша, Ненецкий национальный округ                                                            | 0/15                              | Дозаправившись в Нижней Пёше, пилот запустил двигатель и запросил у диспетчера разрешение взлететь поперёк старта, прямо с места стоянки. Диспетчер, вместо того, чтобы решительно пресечь недисциплинированность пилота, разрешил ему взлёт с места стоянки, с попутно-боковым ветром 2 м/с, в направлении кустарника, до которого было всего 215 м. При взлёте самолёт до кустов не оторвался, врезался в них, загорелся и сгорел. |
| 27.06.1958 | Л5643          | Магаданская область, 140 км северо-восточнее Сеймчана                                                   | 2/4                               | На высоте 620 м на скорости 80 км/ч с выпущенными закрылками самолёт ударился хвостовым колесом, а затем основными шасси о склон сопки. Самолёт выскочил на плоскогорье и пробежал по нему на трёх опорах с отворотом влево 127 м в сторону откоса. КВС направил самолёт под откос с целью оторваться от него, увеличив режим работы двигателя до взлётного. Самолёт оторвался от земли и двигался вниз по склону 171 м. Не имея достаточной скорости для взлёта, он трижды касался земли. На третьем касании самолёт ударился об землю винтом и скапотировал. При движении вниз по склону в перевёрнутом положении фюзеляж и кабина пилотов разрушились. Возник пожар.                                                                                              |
| ??.06.1958 | Л5553          | Красноярский край                                                                                       | 3/5                               | При выполнении геофизических съёмок командир экипажа передоверил управление самолётом второму пилоту, покинув пилотскую кабину. Находившийся в пилотской кабине штурман-аэросъёмщик грубо вмешался в управление самолётом, резко переведя его на снижение над рекой. Самолёт ударился о воду и скапотировал. |
| 02.07.1958 | Л3803          | Коми АССР, хребет Западные Саледы, южнее Инты                                                           | 4/4                               | Плохие метеоусловия. После взлёта и набора высоты самолёт вошёл в облака и через 23 минуты после взлёта столкнулся с горой хребта Западные Саледы на высоте 600 м (по показанию высотомера). |
| 09.08.1958 | н. д.          | Омская область, Полтавский район, зерносовхоз «Ольгинский»                                              | 0/2                               | Во второй половине разворота, в положении самолёта против солнца, пилот допустил снижение самолёта, который зацепил плоскостью за землю, затем ударился мотором и загорелся. |
| 17.08.1958 | Л1976          | предположительно Хабаровский край                                                                       | 0/н. д.                           | При выполнении геофизической съёмки резко пересечённой горной местности пилот не набрал необходимой высоты для преодоления впереди лежащей возвышенности, в результате чего самолёт зацепился за деревья, упал в лес и потерпел аварию. |
| 16.09.1958 | Л3713          | Тюменская область, ЯНАО, Салехард                                                                       | 0/0                               | Гидросамолёт Ан-2В, находившийся на стоянке на реке Харпус, штормовым ветром был сорван с причальных бочек и перевёрнут вверх поплавками. При попытке подъёма самолёта разрушены 4 шпангоута, при повторном подъёме самолёт получил дополнительные повреждения верхнего киля и руля направления. |
| 29.09.1958 | Л5647          | Камчатская область, Корякский округ, село Каменское, Пенжинский район                                   | 1/9                               | При подлёте к Каменскому опьяневший пилот взял управление самолётом у второго пилота и, вместо того, чтобы выполнять положенный полёт по кругу для осмотра площадки и произвести посадку, стал выполнять беспорядочный полёт с разворотами на недопустимо малой высоте над н.п. Каменское и расположенными в его окрестностях сопками, вызвав этим законное возмущение пассажиров. При заходе на посадку самолёт должен был пролетать над рекой Пенжина, протекающей в полосе подходов. После вывода самолёта на последнюю прямую пилот резко перевёл его на снижение. Самолёт, недолетая 25-30 м до берега реки, зацепил колёсами шасси за воду и скапотировал. |
| 27.10.1958 | 93472          | Карельская АССР, район гидроаэропорта Петрозаводск                                                      | 1/9                               | В 12:45 самолёт произвёл посадку в 3 км от акватории Петрозаводского гидроаэропорта при наличии на акватории больших волн и горизонтальной видимости менее 500 м. при посадке ударом волны правый поплавок шасси был оторван и через 40-50 минут самолёт затонул. |
| 23.11.1958 | А1255          | Узбекская ССР, Андижанская область, пос. Джалалкудук, Джалалкудукский район                             | 2/2                               | Вопреки требованиям НПП ГА-58, пилот произвёл вылет для обработки участка, несмотря на явные признаки ухудшения погоды в районе авиахимработ. В процессе полёта над участком экипаж за состоянием погоды и её изменениями не следил, не придал значения факту резкого ухудшения погоды. При выполнении второго захода участок оказался закрыт туманом. Пытаясь выйти на оперативный аэродром, пилот продолжал полёт вне видимости земли на недопустимо малой высоте. В процессе разворота самолёт зацепил крылом за землю и разбился. |
| 24.11.1958 | Л5676          | Чукотский автономный округ, Анадырь                                                                     | 0/4                               | Сразу после взлёта самолёт резко стал кабрировать и возникло сильное давление на штурвал. Удержать самолёт в нормальном положении экипажу было невозможно. На высоте 35-40 м самолёт потерял скорость и управляемость, вошёл в левый крен со снижением и разворотом влево и в таком положении столкнулся с землёй. |
| 11.12.1958 | Л3736          | Камчатская область, Тигильский район, г. Томнара, 25 км северо-восточнее а/п Усть-Хайрюзово             | 5/12                              | Через 5 минут после взлёта пилот потребовал включения приводной радиостанции а/п Усть-Хайрюзово, что было выполнено. После этого связи с бортом не было. |
| 08.01.1959 | н. д.          | Узбекская ССР, Сурхандарьинская область, Денауский район, район Денау                                   | 2/2                               | Во втором полёте после перерыва, ещё при подходе к обрабатываемому участку, самолёт вошёл в туман. Вместо того, чтобы немедленно вернуться на площадку, которая ещё не была закрыта туманом, командир самолёта продолжал полёт в тумане и потерял из виду участок, подлежащий обработке. В процессе выполнения беспорядочного полёта с разными курсами с целью поиска участка самолёт уклонился в сторону возвышенности и столкнулся с одной из них на высоте 100 м над уровнем моря. При ударе самолёт загорелся. |
| 09.01.1959 | Л5695          | Красноярский край                                                                                       | 0/н. д.                           | Самолёт потерпел аварию из-за отказа двигателя. 02.12.1958 г этот самолёт проходил 200-часовое регламентное обслуживание, которое произведено неполно и некачественно. При осмотре самолёта после происшествия обнаружено, что сетка фильтра высотного автокорректора и щели диффузорного пространства карбюратора были забиты грязью. |
| ??.04.1959 | Л5569          | н. д.                                                                                                   | н. д.                             | Пробежал по мелководью до набережной. |
| 15.05.1959 | 23780          | Воронежская область, Бутурлиновский район                                                               | 0/4                               | При взлёте пилотировал командир самолёта с левого сиденья. После разбега длиной 200 м самолёт оторвался от земли и резко перешёл на кабрирование. Принятыми пилотами мерами (действием рулём высоты и триммером) прекратить кабрирование не удалось. Самолёт потерял скорость и с высоты 15-20 м с работающим двигателем упал в 30 м от посадочной площадки, загорелся и почти полностью сгорел. |
| 02.06.1959 | н. д.          | Крымская область, винсовхоз «Алушта»                                                                    | 0/2                               | При выполнении полёта для обработки участков виноградника, пересечённого проводами ЛЭП, самолёт столкнулся с грозозащитным проводом. Пролетев после столкновения 560 м с намотавшимся на воздушный винт проводом, самолёт упал на склон горы. |
| 02.06.1959 | 93472          | а/п Сангар                                                                                              | 0/н. д.                           | При взлёте в а/п Сангары пилот из-за невнимательности вместо включения пылефильтра включил высотный автокорректор, вследствие чего произошёл отказ двигателя. Самолёт потерпел аварию. |
| 25.07.1959 | н. д.          | Армянская ССР, перевал «Безымянный»                                                                     | 2/2                               | В обратном полёте из Кафана, в районе перевала «Безымянный» экипаж встретил ливневый дождь и облачность нижнего яруса, закрывавшую перевал, расположенный на маршруте полёта. В нарушение установленной безопасной высоты для этой трассы и игнорируя правила полётов в горной местности, командир самолёта вошёл в облачность и безрассудно снижал самолёт с безопасной высоты 2500 м до 2050 м. Самолёт столкнулся со склоном горы и потерпел катастрофу. |
| 13.08.1959 | н. д.          | Коми АССР, Троицко-Печорский район, район деревни Мамыль                                                | 0/11                              | Через 12-13 минут после вылета из промежуточного аэропорта Мамыль экипаж на высоте 250-270 м услышал треск, характерный при срабатывании клапана АД-50, а также дым (или пыль) из-под пульта управления, без запаха гари. На вопрос второго пилота: «Что случилось?» командир самолёта панически ответил: «Горим!» и включил противопожарное оборудование. В результате, при полностью исправном самолёте и двигателе, командир произвёл посадку самолёта на Печора. Самолёт скапотировал и частично затонул. |
| 17.08.1959 | 43859          | Узбекская ССР                                                                                           | 0/2                               | Днём, в простых метеоусловиях, на авиахимработах, при взлёте с оперативной площадки на перегруженном ядохимикатами на 250 кг самолёте в условиях высокой температуры воздуха после преждевременного отрыва на малой скорости самолёт зацепился за земляной бруствер колёсами шасси, упал на землю и сгорел. |
| 02.09.1959 | 70981          | Алтайский край, район Рубцовска                                                                         | 0/н. д.                           | Группа самолётов 118 ОАО Западно-Сибирского управления ГВФ выполняли перелёт из а/п Барнаул в Казахскую ССР для производства АХР. В полёте группа вошла в сплошную облачность, в которой самолёты Ан-2Т (борты №70981 и №02136) столкнулись друг с другом. |
| 02.09.1959 | 02136          | Алтайский край, район Рубцовска                                                                         | 0/н. д.                           | Группа самолётов 118 ОАО Западно-Сибирского управления ГВФ выполняли перелёт из а/п Барнаул в Казахскую ССР для производства АХР. В полёте группа вошла в сплошную облачность, в которой самолёты Ан-2Т (борты №70981 и №02136) столкнулись друг с другом. |
| 03.10.1959 | 02135          | Узбекская ССР, Чустский район                                                                           | 0/2                               | При выполнении АХР экипаж при стандартном развороте вправо на высоте 50 метров, в сторону захода солнца, допустил некоординированный разворот с большим креном и с пилотированием в дальнейшем не справился. При ударе о землю воспламенился бензин и самолёт сгорел. |
| 05.07.1960 | 98282          | Якутская АССР, 145 км от а/п Алдан                                                                      | 3/4                               | Экипаж выполнял полёт для аэрофизической съёмки местности. При заходе на посадку на высоте 50 м самолёт столкнулся со склоном сопки и загорелся, ошибка экипажа. |
| 10.12.1960 | 33181          | Казахская ССР, 35 км южнее Семипалатинска                                                               | 12/12                             | Экипаж встретил сложные метеоусловия на маршруте и принял решение на возврат в аэропорт вылета. На обратном пути самолёт внезапно потерял управление и столкнулся с землёй. |
| 16.01.1962 | 23721          | а/п Анадырь                                                                                             | 0/3                               | Ошибка экипажа, ошибка служб управления воздушного движения. |
| 15.04.1962 | 23700          | Магаданская область, Чукотский автономный округ, г. Карпун                                              | 0/2                               | Плохие метеоусловия. Экипаж не принял своевременного решения на возврат, а продолжал полёт в течение 3−5 минут в заряде снега при отсутствии видимости. Допустив ошибку в определении стороны сноса и заведомо следуя левее оси маршрута, экипаж уклонился от неё на 12 км (на 8 км от трассы) в сторону горы Карпун высотой 906 м, с которой и произошло столкновение самолёта. |
| 24.07.1963 | 43833          | а/п Караганда                                                                                           | 1/1                               | Взлёт, незаконное вмешательство в деятельность авиации. |
| 03.01.1964 | 23740          | Якутская АССР, близ а/п Батагай                                                                         | 2/2                               | Заход на посадку, ошибка экипажа. |
| 25.01.1964 | 13651          | Казахская ССР, Актюбинская область, 18 км юго-западнее Кенкияка                                         | 3/9                               | Катастрофа произошла при снижении ниже безопасной высоты при встрече погоды ниже минимума трассы, из-за стремления пилота выполнять полёт визуально, проявляя при этом личную недисциплинированность. |
| 09.02.1964 | 55541          | Хабаровский край, Аяно-Майский район, близ с. Джигда                                                    | 3/3                               | Катастрофа произошла по причине потери пространственного положения пилотом. Этому способствовало: необорудованность ВПП для ночных полётов, тёмная ночь, отсутствие видимости естественного горизонта и световых ориентиров, полёт без второго пилота, непрогретые пилотская кабина и пилотажные приборы при низких температурах наружного воздуха, что могло привести к вялой работе авиагоризонтов, переутомление пилота при подъёме самолёта из воды и подготовке его к полёту, малый ночной налёт. |
| 13.05.1964 | 09259          | Украинская ССР, Киевская область, с. Светильное (ныне Светильня), Бориспольский район                   | 1/3                               | Непосредственной причиной катастрофы явилось приземление самолёта с большой вертикальной скоростью снижения вследствие потери скорости при производстве посадки из-за перевода самолёта в режим парашютирования с целью исправления допущенной ошибки в расчёте на посадку. |
| 08.06.1964 | 25467          | Татарская АССР, близ а/п Черемшан                                                                       | 2/5                               | Непосредственной причиной катастрофы явилось столкновение самолёта с землёй в процессе разворота на недопустимо малой высоте с креном более 50°. Главной причиной катастрофы явился полёт в нетрезвом состоянии и хулиганские действия командира воздушного судна. |
| 03.07.1964 | 09242          | Оренбургская область, Кваркенский район, с. Уртазым                                                     | 1/2                               | Причиной катастрофы явилась недисциплинированность командира воздушного судна и второго пилота, выразившаяся в производстве полётов без прогноза погоды и в отвлечении внимания от пилотирования самолёта на малой высоте. |
| 14.08.1964 | 62730          | Калмыцкая АССР, близ Элисты                                                                             | 3/3                               | Причиной катастрофы явился выпуск самолёта в полёт с незатянутыми и незаконтренными крышкой фильтра тонкой очистки топлива и краном бензоотстойника, что привело к течи бензина и пожару самолёта в воздухе. |
| 24.10.1964 | 01231          | Хабаровский край, район Николаевска-на-Амуре                                                            | 2/2                               | Причиной катастрофы явился вылет экипажа без изучения и анализа метеообстановки перед вылетом, плохой анализ метеообстановки службой движения и отсутствие контроля с её стороны за подготовкой экипажа перед вылетом, а также слабый контроль за организацией лётной работы командно-лётным составом лётного отряда. |
| 09.11.1964 | 43915          | Молдавская ССР, Вулканештский район, близ села Владимировка                                             | 4/4                               | Причиной катастрофы явилось выполнение экипажем полёта в пьяном состоянии, вследствие чего при исполнении недозволенных эволюций («горки») была допущена потеря скорости. |
| 18.11.1964 | 09275          | Мурманская область, Кольский район, район оз. Щучье, 20 км южнее а/п Мурмаши                            | 1/2                               | Причиной катастрофы явилось уклонение экипажа за пределы границы трассы. Происшествию способствовали: бесконтрольность со стороны службы движения за полётом самолёта по трассе, недостаточные подготовка и контроль готовности экипажа к данному полёту со стороны командования эскадрильи и лётного отряда. |
| 31.12.1964 | 98388          | Камчатская область, Карагинский район, близ рыбозавода № 72                                             | 2/10                              | Причиной катастрофы явилось нарушение установленного минимума погоды трассы экипажем самолёта. Способствующей причиной явился неоправдавшийся прогноз погоды по маршруту полёта. |
| 02.02.1965 | 45218          | Белорусская ССР, Витебская область, дер. Вархи, Городокский р-н                                         | 1/3                               | Причинами катастрофы явились полёт экипажа в нетрезвом состоянии и хулиганские действия командира воздушного судна, выразившиеся в выполнении разворота с недопустимо большим креном на малой высоте, что привело к столкновению с препятствиями. |
| 05.09.1965 | 98320          | Карельская АССР, близ а/п Лоухи                                                                         | 1/0                               | Причиной катастрофы явилось воздушное хулиганство в нетрезвом состоянии, допущенное командиром самолёта, в результате которого самолёт на большой скорости ударился о водную поверхность, скапотировал и затонул. |
| 21.02.1966 | 79943          | Чукотский национальный округ, 6 км от аэропорта Бараниха                                                | 0/2                               | Заход на посадку, ошибка экипажа. |
| 27.07.1966 | 35474          | Магаданская область, 80 км от а/п. Гижига                                                               | 0/4                               | Выполнение авиаработ, отказ техники. |
| 09.09.1966 | 96224          | Грузинская ССР, Чёрное море, близ Батуми и мыса Цихисдзири                                              | 1/12                              | Вынужденное приводнение, отказ двигателя |
| ??.??.1966 | YU-BBJ         | н. д.                                                                                                   | н. д.                             | Разбился. |
| 13.03.1967 | 04959          | Чёрное море                                                                                             | 1/1                               | Был угнан из аэропорта Туапсе бывшим пилотом, который намеревался улететь на нём в Турцию. Над нейтральными водами был перехвачен советскими истребителями и сбит. |
| 02.07.1967 | 18253          | 112 км южнее аэропорта Сургут, Ханты-Мансийский автономный округ — Югра                                 | 9/9                               | Столкнулся с Ми-6, ошибка экипажей и авиадиспетчера. |
| 26.11.1967 | 09210          | Ставропольский край, близ Пятигорска                                                                    | 2/3                               | Ошибка служб УВД. |
| 04.01.1968 | 09667          | РСФСР, Вологодская область, Усть-Кубинский район 23 км от Вологды                                       | 14/14                             | Столкнулись в воздухе и потерпели катастрофу. Ошибка экипажа и служб УВД. |
| 04.01.1968 | 96226          | РСФСР, Вологодская область, Усть-Кубинский район 23 км от Вологды                                       | 2/2                               | Столкнулись в воздухе и потерпели катастрофу. Ошибка экипажа и служб УВД. |
| 12.02.1968 | 28946          | Казахская ССР, Восточно-Казахстанская область                                                           | 4/14                              | Ошибка экипажа, столкновение со склоном горы. |
| 22.09.1968 | 91743          | Магаданская область, 61 км от Сеймчана                                                                  | 5/7                               | Снижение, ошибка экипажа. |
| 04.10.1968 | 635            | н. д.                                                                                                   | н. д.                             | Разбился. |
| ??.??.1968 | 636            | н. д.                                                                                                   | н. д.                             | Разбился. |
| ??.??.1969 | SP-CNA         | н. д.                                                                                                   | н. д.                             | Разбился до 3 мая 1969 года. |
| 31.01.1970 | 40573          | Челябинская область, Уйский район, близ пос. Токмасс                                                    | 2/2                               | Наиболее вероятной причиной падения самолёта явился выход на срывной режим в результате потери экипажем пространственного положения из-за несвоевременного перехода к пилотированию самолёта по приборам при попадании в зону сильного снегопада с резким ухудшением видимости. |
| 19.03.1970 | 25598          | Ростовская область, Неклиновский район, колхоз Красный Партизан                                         | 2/2                               | Главной причиной катастрофы явилось неожиданное попадание экипажа в туман и потеря им пространственного положения, что явилось следствием недисциплинированности КВС, грубо нарушившего требования НПП ГА-66, Руководства по АХР и ОМУ-68, что выразилось в выполнении полётов без разрешения командования и службы движения а/п Шахты и в неправильных действиях при попадании в туман. |
| 20.04.1970 | 06333          | Краснодарский край, близ Псебая                                                                         | 14?/14?                           | Разбился в горном районе при заходе на посадку в тумане. Все находившиеся на борту пассажиры (около 12 человек) и оба пилота погибли, причины неизвестны. |
| 22.06.1970 | 42651          | Дагестанская АССР, г. Гестинкиль, близ Усухчая, Магарамкентский район                                   | 2/7                               | Столкновение с горой, ошибка экипажа. |
| 26.07.1970 | н. д.          | Литовская ССР, близ Шауляя                                                                              | 3/3                               | Горизонтальный (крейсерский) полёт, ошибка экипажа. |
| 05.09.1970 | 28952          | Узбекская ССР, Ташкентская область, близ Алмалыка                                                       | 2/2                               | Выполнение авиаработ, ошибка экипажа, столкновение с ЛЭП. |
| 31.05.1971 | 32076          | Рязанская область, Клепиковский район, близ пос. Малахово                                               | 3/3                               | Главной причиной катастрофы явились преступные действия КВС и второго пилота, выразившиеся в самовольном полёте, не связанном с выполнением производственного задания, будучи в пьяном состоянии. |
| 15.07.1971 | 06266          | Брянская область, близ н.п. Почеп                                                                       | 2/2                               | Причиной катастрофы явилась преступная недисциплинированность экипажа, выразившаяся в употреблении им спиртных напитков 14 июля во время полётов и после них, в результате чего 15 июля, не имея достаточного отдыха КВС и второй пилот произвели вылет без медицинского контроля и технического обслуживания самолёта авиатехником и в пятом полёте при выполнении стандартного разворота, во время нахождения самолёта против солнца, допустили потерю высоты, что привело к столкновению самолёта с землёй. |
| 22.09.1971 | 96221          | РСФСР, совхоз «Победа», Кизильский район, Челябинская область                                           | 14/14                             | Потеря управления из-за нарушения центровки |
| 11.10.1971 | 47678          | Якутская АССР, 19 км от Тюбеляха                                                                        | 6/7                               | Горизонтальный (крейсерский) полёт, ошибка экипажа, погодные условия, ошибка служб УВД. |
| 11.03.1972 | 01526          | Украинская ССР, Херсонская область, Чернобаевка                                                         | 14/19                             | Попал в спутную струю вертолёта Ми-6. |
| 27.03.1972 | 42621          | Ворошиловградская область, Ворошиловград                                                                | 1/1                               | Самовольный взлёт. Самолёт протаранил четырёхэтажный многоквартирный жилой дом. Самоубийство пилота. |
| 11.04.1972 | 44937          | Якутская АССР, площадка Юкагир                                                                          | 1/2                               | Набор высоты, ошибка экипажа. |
| 17.04.1972 | 01506          | Горьковская область, Арзамасский район, близ Арзамаса                                                   | 2/2                               | Причиной катастрофы явилось нарушение экипажем технологии выполнения АХР в части несоблюдения безопасных высот пролёта над препятствиями и заходе для выброски оставшихся в баке химикатов без сигнальных ориентиров. |
| 24.04.1972 | 49306          | Молдавская ССР, Григориопольский район, близ села Глиное                                                | 4/4                               | Главной причиной катастрофы явилось столкновение самолёта с оттяжками радиомачты на высоте 200 м в условиях ухудшенной видимости в дожде, в результате уклонения от трассы на расстояние 15 км, допущенного экипажем. |
| 05.05.1972 | 25604          | Украинская ССР, Полтавская область                                                                      | 2/2                               | Находившийся на АХР командир самолёта Ан-2 Полтавского ОАО в пьяном виде вылетел с авиатехником и стал выполнять недозволенные эволюции над посёлком на малой высоте. В результате воздушного хулиганства самолёт столкнулся со строением, полностью разрушился и сгорел. Пилот и авиатехник погибли. |
| 08.05.1972 | 45292          | Татарская АССР, Агрызский район, село Девятерня                                                         | 2/2                               | Причиной катастрофы явилось неправильное принятие решения КВС производить взлёт в сторону леса не по выложенному старту, определённому ИПП на данной площадке АХР, в результате чего самолёт оказался над сложной конфигурацией лесного массива с возможной орографической болтанкой, которая могла вызвать просадку самолёта. |
| 15.06.1972 | 02692          | Новгородская область, Батецкий район, дер. Речка                                                        | 2/2                               | Потеря мощности двигателя из-за скола слоя твёрдых смолистых отложений, образовавшихся на грибках всасывающих клапанов, и попадания этих частиц под рабочие поверхности клапанов и сёдел. |
| 28.06.1972 | 02582          | Бурятская АССР, Еравнинский район, 6 км от с. Ширинга                                                   | 4/4                               | Предположительной причиной ЛП явился отказ двигателя с последующим развитием аварийной ситуации, в которой экипаж не справился с техникой пилотирования. |
| 29.06.1972 | 46652          | Целиноградская область, Астраханский район, совхоз Первомайский                                         | 1/2                               | Комиссия сделала заключение, что наиболее вероятной причиной катастрофы явился отказ управления рулём поворота в процессе разворота в результате обрыва правого троса и несвоевременные действия экипажа в создавшейся обстановке. |
| 11.07.1972 | 98280          | Сахалинская область, близ Охи                                                                           | 2/2                               | Непосредственной причиной катастрофы самолёта явилась потеря скорости на малой высоте в облаках, с выпущенными закрылками, вследствие выпуска в полёт экипажа и принятия решения на вылет командиром ВС при наличии опасных метеоявлений в непосредственной близости от аэропорта. |
| 19.07.1972 | 15283          | Астраханская область, Енотаевский район                                                                 | 0/1                               | Причиной чрезвычайного происшествия с самолётом явился самовольный вылет второго пилота из хулиганских побуждений в состоянии алкогольного опьянения. |
| 30.08.1972 | 32520          | Московская область, Луховицкий район, свх Врачево-Горки                                                 | 2/2                               | Главной причиной катастрофы явилось неожиданное попадание самолёта в плотный туман, связанный с дымом от торфяных пожаров, сместившийся в сторону аэродрома. Экипаж при этом проявил растерянность и с пилотированием не справился. |
| 10.09.1972 | 02369          | Украинская ССР, Винницкая обл., Тывровский р-н, село Великая Вулыга                                     | 2/2                               | Причиной катастрофы явилось употребление экипажем спиртных напитков в день вылета, в результате чего был произведён взлёт со струбцинами на рулях высоты и поворота. |
| 13.11.1972 | 09676          | Красноярский край, 40 км северо-западнее Енисейска                                                      | 1/14                              | Кратковременная тряска двигателя с потерей мощности вызвана попаданием под фаски впускных клапанов двигателя отколовшихся твёрдых частиц смолистых отложений. Наличие смолистых отложений во всасывающем тракте двигателя вызвано его эксплуатацией на авиабензине Б-91/115, склонным к смолообразованию. |
| 05.07.1973 | 01335          | Украинская ССР, Винница                                                                                 | 3/3                               | Причиной катастрофы явился отказ управления самолётом в результате неправильного подсоединения тросов управления элеронами к штурвальным колонкам при выполнении монтажных работ в цехе № 7 и неполное выполнение технологии технического обслуживания при приёмке самолёта от цеха и подготовке его к лётным испытаниям в части проверки синхронности работы управления правого и левого пилотов на ЛИСе завода № 421 ГА. |
| 04.09.1973 | 01616          | РСФСР, Калининская область, город Кашин                                                                 | 15/15                             | При полёте в условиях плохой погоды врезался в препятствия. |
| 24.12.1973 | 32448          | Красноярский край, Таймырский АО, 28 км восточнее пос. Хантайское Озеро                                 | 1/2                               | Экипаж допустил снижение в горной местности ниже безопасной высоты, точно не зная своего местонахождения, что привело в ночном полёте к столкновению со склоном горы на высоте 1016 м |
| 11.05.1974 | 07294          | Азербайджанская ССР, близ Кахи                                                                          | 8/8                               | Самовольный вылет, при заходе на посадку врезался в землю. |
| 24.05.1974 | н. д.          | Казахская ССР, Кокчетавская область, Кокше, близ н/п Боровое                                            | 15/15                             | Врезался в гору в сложных метеоусловиях. Ошибка служб УВД и экипажа. |
| 27.07.1974 | 35029          | Рязанская область, Пителино                                                                             | 3/3                               | Полёт по кругу, отказ техники. |
| 01.11.1974 | 70766          | Тюменская область, ХМАО, близ Сургута                                                                   | 14/14+24                          | Во время захода на посадку столкнулся с вертолётом Ми-8Т, набиравшим высоту после взлёта в Сургуте, ошибка служб УВД. |
| 04.12.1974 | 49342          | Иркутская область, близ Иркутска                                                                        | 13/13                             | Вскоре после взлёта столкнулся в воздухе с самолётом Ан-12Б и разбился, ошибка служб УВД. |
| ??.02.1975 | YU-BHW         | Кнежевац                                                                                                | н. д.                             | Разбился. |
| 07.03.1975 | 55529          | Алтайский край, район с. Алтайское                                                                      | 12/15                             | При выполнении рейса Барнаул — Алтайское нарушен установленный минимум погоды КВС (несвоевременный возврат), что привело к потере ориентировки, нарушению безопасной высоты полёта за пределами ширины трассы и столкновению с горой. |
| 17.03.1975 | 01247          | Архангельская область, Архангельск                                                                      | 13/15                             | При взлёте с временной ледовой площадки на озере Нижнее Ернозеро (115 км северо-северо-восточнее Архангельска) в 12:08 с МК=330° самолёт, вылетевший в а/п Архангельск-Кегостров, не успел набрать высоту до препятствий и зацепил за верхушки деревьев на берегу озера. После первого касания КВС самостоятельно выключил зажигание двигателя. На расстоянии 1410 м от начала старта самолёт столкнулся с землёй в лесу под углом 40-45° с большим правым креном, разрушился и сгорел по 15-й шпангоут. |
| 18.03.1975 | 70506          | Приморский край, близ Тернея                                                                            | 10/16                             | При взлёте перегруженного самолёта один из пассажиров перешёл в заднюю часть. Самолёт вышел на закритические углы атаки, потерял скорость и свалился на крыло. |
| 19.03.1975 | 07533          | Туркменская ССР, Красноводская область, пос. Карайман                                                   | 2/3                               | Причиной АП явилось то, что экипаж, выполняя разворот с предельным креном вокруг домика с целью определения наличия рабочих в домике, в нарушение НПП ГА-71 и РЛЭ Ан-2, снизился на недопустимо малую высоту, отвлёк внимание и с пилотированием не справился. Самолёт столкнулся с землёй с незначительным углом и разрушился. |
| 30.04.1975 | 06444          | Тамбовская область, район Тамбова                                                                       | 0/2                               | Экипаж выполнял авиахимические работы. При заходе на обрабатываемый участок против солнца, командир самолёта отвлёк внимание от пилотирования, снизился на недопустимо малую высоту. Самолёт столкнулся с землёй и разрушился. Экипаж невредим. |
| 30.08.1975 | 70506          | Белорусская ССР, Могилёвская область, дер. Малые Хутора, Краснопольский район                           | 4/4                               | По показаниям свидетелей и результатам судебно-медицинской экспертизы, экипаж перед вылетом находился в состоянии алкогольного опьянения, что и явилось основной причиной лётного происшествия. |
| 18.09.1975 | 98302          | Красноярский край, 72 км северо-западнее Туруханска                                                     | 3/3                               | Горизонтальный (крейсерский) полёт, ошибка экипажа. |
| ??.??.1975 | н. д.          | Мелец                                                                                                   | 0/0                               | Уничтожен во время шторма. |
| ??.??.1975 | 09233          | н. д.                                                                                                   | н. д.                             | Повреждён после ремонта. |
| ??.??.1975 | SP-ANW         | н. д.                                                                                                   | н. д.                             | Повреждён во время шторма без возможности восстановления. |
| 17.04.1976 | 33170          | Курская область, Курский район, колхоз «Октябрь», с. Беседино                                           | 1/2                               | Лётное происшествие произошло из-за отрыва самолёта на малой скорости, выхода его на закритические углы атаки и последующего сваливания на левое крыло. Это явилось следствием неучёта экипажем попутно-бокового ветра при взлёте. |
| 16.05.1976 | 79935          | Казахская ССР, Семипалатинская область, 5 км северо-восточнее н.п. Новониколаевка, Бескарагайский район | 3/4                               | Катастрофа произошла в результате превышения предельно допустимого крена при развороте на самолёте, оборудованном химаппаратурой, и вмешательства в управление авиатехника, вследствие чего произошло сваливание самолёта. |
| 26.09.1976 | 79868          | Новосибирск, ул. Степная, д. 43/1                                                                       | 4+1/1                             | Самовольный взлёт. Самолёт протаранил жилой дом, в котором жила ушедшая от пилота жена. От разлива топлива возник пожар. |
| ??.??.1976 | SP-WCH         | н. д.                                                                                                   | н. д.                             | Повреждёны без возможности восстановления. Самолёты были исключены из польского реестра 15 декабря 1976 года. |
| ??.??.1976 | SP-WMP         | н. д.                                                                                                   | н. д.                             | Повреждёны без возможности восстановления. Самолёты были исключены из польского реестра 15 декабря 1976 года. |
| 01.02.1977 | 55787          | Узбекская ССР, район Джизака                                                                            | 0/3                               | Тряска двигателя. Экипаж проявил растерянность, не справился с управлением. Самолёт ударился о землю и разрушился. |
| 23.03.1977 | 92841          | Коми АССР, Сыктывдинский район, близ н/п Лемью, 13 км северо-восточнее а/п Сыктывкар                    | 1/9                               | Основной причиной катастрофы является опасное сближение самолётов вследствие крайне безответственного отношения руководящего и диспетчерского состава службы движения а/п Сыктывкар к выполнению должностных обязанностей по организации и управлению воздушным движением самолётов Ан-2 и неправильное решение экипажей на продолжение полётов при получении данных об ухудшении погоды. |
| 25.03.1977 | 28938          | РСФСР, близ Натальиного Яра, 85 км северо-западнее Уральска, Перелюбский район, Саратовская область     | 5/5                               | Столкнулись в воздухе и потерпели катастрофу. Ошибка экипажа и авиадиспетчера. |
| 25.03.1977 | 32112          | РСФСР, близ Натальиного Яра, 85 км северо-западнее Уральска, Перелюбский район, Саратовская область     | 5/5                               | Столкнулись в воздухе и потерпели катастрофу. Ошибка экипажа и авиадиспетчера. |
| 07.05.1977 | 15925          | Свердловская область, 18 км южнее Тавды                                                                 | 15/15                             | Горизонтальный (крейсерский) полёт, два самолёта Ан-2, выполнявшие регулярные рейсы из Тавды и Тюмени, столкнулись в воздухе и потерпели катастрофу при погоде ниже минимума. Ошибка экипажа, погодные условия. |
| 07.05.1977 | 44992          | Свердловская область, 18 км южнее Тавды                                                                 | 14/14                             | Горизонтальный (крейсерский) полёт, два самолёта Ан-2, выполнявшие регулярные рейсы из Тавды и Тюмени, столкнулись в воздухе и потерпели катастрофу при погоде ниже минимума. Ошибка экипажа, погодные условия. |
| 02.08.1977 | 29316          | Ульяновская область, Барышский район, близ н.п. Барыш                                                   | 0/24                              | Причиной аварии явилось преступно-халатное отношение КВС к служебным обязанностям, выразившееся в самовольном изменении полётного задания в корыстных целях и взлёте на перегруженном самолёте. |
| 04.09.1977 | 35485          | Красноярский край, Эвенкийский автономный округ, 6 км от п. Чиринда                                     | 7/7                               | Истинную причину катастрофы комиссии установить не представилось возможным. Самолёт производил аэрогеофизическую съёмку по заявке Северо-Енисейской геофизической экспедиции. |
| 18.10.1977 | 55625          | Якутская АССР, Среднеколымский район, 2 км северо-западнее а/п Среднеколымск                            | 0/5                               | Тряска двигателя после взлёта. Экипаж попытался посадить самолёт но к этому моменту мощность двигателя упала. При посадке самолёт получил значительные повреждения шасси, фюзеляжа, коробки крыльев. |
| ??.??.1977 | SP-WML         | н. д.                                                                                                   | н. д.                             | Уничтожен во время шторма. Самолёт был исключён из польского реестра 29 октября 1977 года. |
| ??.??.1977 | SP-WCA         | н. д.                                                                                                   | н. д.                             | Разбился. Самолёт был исключён из польского реестра 26 мая 1977 года. |
| 01.02.1978 | 40570          | Вологодская область, близ с. Красное                                                                    | 2/2                               | Столкновение в воздухе. Борт СССР-40563 ударил лыжами по хвостовому оперению СССР-40570. В результате столкновения хвостовое оперение СССР-40570 разрушилось и с активно нарастающим креном Ан-2 упал. СССР-40563 повредил лыжи, приземлился, пострадавших нет. СССР-40570 — все находившиеся на борту погибли. |
| 29.05.1978 | 35188          | Белорусская ССР, Витебская область, близ а/п Поставы                                                    | 0/5                               | При заходе на посадку экипаж отвлёкся и допустил потерю скорости, в результате самолёт столкнулся с бруствером дороги, проходящей в районе аэродрома, и разрушился. |
| 08.06.1978 | 92974          | Куйбышевская область, район Куйбышева                                                                   | 0/2                               | Экипаж выполнял АХР. В полёте над обрабатываемым участком экипаж отвлёкся от пилотирования, не выдержал заданную высоту полёта, в результате самолёт столкнулся с землёй, разрушился и сгорел. |
| 19.01.1979 | 09601          | Тюменская область, близ Тюмени                                                                          | 0/4                               | Резкое падение мощности двигателя и уменьшение скорости полёта. Вынужденная посадка была произведена на лес, в результате чего самолёт и двигатель были значительно повреждены. Причина: внутреннее разрушение двигателя вследствие усталостного отслаивания азотированного слоя и последующего разрушения зубьев неподвижного колеса редуктора. |
| 18.02.1979 | 07837          | Киргизская ССР, Ошская область, Сузакский район, близ н.п. Сузак                                        | 2/3                               | Основной причиной АП явилось столкновение самолёта со склоном горы вследствие грубого нарушения командиром самолёта правил, выразившегося в неправильной оценке метеоусловий, невыдерживании безопасной высоты полёта, нарушении ПВП и в позднем принятии решения на возврат. |
| 25.03.1979 | 44902          | Коми АССР, пос. Харьяга                                                                                 | 4/4                               | Набор высоты, отказ техники. |
| 28.05.1979 | 35595          | Район а/п Уфа                                                                                           | 3/3                               | Причиной катастрофы явилось превышение взлётной массы самолёта и неправильные действия экипажа в процессе взлёта. |
| 20.09.1979 | 56413          | Белорусская ССР, Гродненская область, близ н.п. Басино, Новогрудский район                              | 1/4                               | Причиной ЧП с самолётом явилась недисциплинированность экипажа, выразившаяся в самовольном вылете с оперативной точки. |
| 27.10.1979 | 32322          | а/п Ленск                                                                                               | 3/12                              | Экипаж выполнял взлёт днём в ПМУ. В момент отрыва пассажиры с кресел 10 и 12 самовольно переместились в хвостовую часть. Это привело к превышению предельно задней центровки до 37,4 % САХ. Самолёт увеличил угол тангажа и перешёл в резкое кабрирование. Полное отклонение штурвала от себя не дало результатов. Дальнейшее увеличение угла атаки привело к уменьшению скорости и выпуску предкрылков. Самолёт вышел на закритические углы атаки. На скорости 60-65 км/ч КВС убрал газ и устранил крен. С вертикальной скоростью 6-8 м/с самолёт столкнулся с ВПП. Как было установлено, пассажиры покинули свои места, чтобы закрыть внезапно открывшуюся в момент взлёта дверь в хвостовой отсек. Погибли второй пилот и 2 пассажира. Остальные получили травмы. |
| 11.11.1979 | 70219          | а/п Бугульма                                                                                            | 2/17                              | Взлёт, ошибка экипажа. |
| ??.??.1979 | SP-FNA         | н. д.                                                                                                   | н. д.                             | Самолёт был разрушен в результате инцидента в ангаре (вероятно, пожар в ангаре или обрушение). Самолёт был исключён из польского реестра 28 марта 1979 года. |
| 18.01.1980 | 62658          | Литовская ССР, Игналинский район, совхоз Видишкес                                                       | 3/4                               | Самовольный взлёт без второго пилота с посторонними лицами на борту, один из которых находился в кресле второго пилота, и выполнение им недозволенных эволюций, что в условиях пилотирования без второго пилота на малой высоте над пересечённой и заснеженной местностью привело к столкновению самолёта с землёй. |
| 26.04.1980 | 01170          | а/п Подкаменная Тунгуска                                                                                | 1/3                               | Причиной АП явилась недисциплинированность экипажа. |
| 30.05.1980 | 32275          | Иркутская область, Качугский район, между оз. Тулон и мысом Черемшаный                                  | 3/3                               | Предположительными причинами АП могли быть: нарушение ПВП и безопасной высоты в горной местности; отказ двигателя из-за обледенения диффузоров карбюратора; отказ авиационной техники в полёте. |
| 06.07.1980 | 02599          | Ростовская область, Мартыновский район, близ хутора Кривой Лиман                                        | 2/2                               | Выполнял авиахимические работы. Грубая недисциплинированность, употребление алкогольных напитков. |
| 25.07.1980 | 35308          | Смоленская область, Починковский район, дер. Климщина                                                   | 5/5                               | Потерпел катастрофу. Самовольный вылет с посторонними на борту, в состоянии алкогольного опьянения. |
| 28.10.1980 | 91775          | Волгоградская область, Серафимовичский район, 10 км южнее н.п. Клетско-Почтовский                       | 3/3                               | Столкнулся в воздухе с другим бортом Ан-2 (№ 91762). Причина катастрофы нарушение требований инструкции по осмотрительности и технологии работы экипажа в полёте, что выразилось в отсутствии визуальной осмотрительности и радиоосмотрительности в полёте. |
| ??.12.1980 | 12-01          | возле Канделария                                                                                        | 5/н. д.                           | Разбился после столкновения со стаей уток. |
| 14.03.1981 | 01867          | Грузинская ССР, Цителцкаройский район, оперативная точка Эльдари                                        | 1/6                               | Основными причинами катастрофы явились самовольный вылет КВС в неполном составе экипажа при погоде хуже минимума и отвлечение внимания от пилотирования по приборам в сложных метеоусловиях (туман) на малой высоте. |
| 28.04.1981 | 92864          | Якутская АССР, близ н.п. Лазо                                                                           | 12/12                             | Снижение, ошибка экипажа. |
| 13.06.1981 | 07712          | Латвийская ССР, Салдус                                                                                  | 2/2                               | Набор высоты, отказ техники. |
| 26.11.1981 | 01808          | Коми АССР, близ н/п Усть-Кулом                                                                          | 15/15                             | Набор высоты, ошибка экипажа, ошибка служб УВД. |
| 26.02.1982 | 26172          | Свердловская область, близ Красногвардейского                                                           | 4/5                               | Самолёт столкнулся с опорой ЛЭП, упал на землю и сгорел. Причинами катастрофы явились выполнение полётов экипажем в состоянии опьянения и использование воздушного судна в личных целях в нарушение требований нормативных документов. |
| 09.05.1983 | 16045          | Украинская ССР, Тернопольская область, близ с. Кошляки, Подволочийский район                            | 4/4                               | Выполнял авиахимические работы. При резком взлёте и наборе высоты самолёт свалился на левое крыло и с левым креном 49° и углом тангажа 35° столкнулся с землёй в 57 м от границы ВПП, разрушился и сгорел по 19 шпангоут. Причиной катастрофы явилось грубое нарушение экипажем инструкций и дисциплины. В крови КВС было обнаружено 1,02 ‰ алкоголя. |
| 13.05.1983 | 84557          | ГДР, близ Лейпцига                                                                                      | 1/н. д.                           | Выполнял авиахимические работы. Во время одного из полётов, в развороте на гон, самолёт потерял скорость и столкнулся с землёй. Подробности неизвестны. |
| 01.06.1983 | 02710          | Оренбургская область, Домбаровский район, совхоз Полевой                                                | 2/2                               | Выполнял авиахимические работы. В процессе разворота крен кратковременно достиг более 50°, что привело к потере высоты. После разворота на 80° самолёт столкнулся с землёй с левым креном 5-10°, углом скольжения на левое крыло порядка 15-20° и вертикальной скоростью снижения 1-1,5 м/с. Истинную причину катастрофы установить не представилось возможным из-за отсутствия данных средств объективного контроля. Возможно, ошибка экипажа в технике пилотирования с целью предотвращения столкновения с птицами. |
| 14.06.1984 | 01378          | Челябинская область, близ Порт-Артура                                                                   | 4/4                               | Выполнение авиаработ, ошибка экипажа. |
| 04.07.1984 | 07356          | Казахская ССР, Карагандинская область, в районе солёного озера Каракоин                                 | 2/6                               | Ошибка экипажа, незаконное вмешательство в деятельность авиации. |
| 05.07.1984 | 02878          | Казахская ССР, Кустанайская область                                                                     | 3/3                               | Выполнение авиаработ, ошибка экипажа. |
| 14.07.1984 | 40827          | Краснодарский край                                                                                      | 2/3                               | Выполнение авиаработ, ошибка экипажа. |
| 24.07.1984 | 07602          | Казахская ССР, Уральская обл., Джангалинский р-н, Близ а/д Кысык-Камыс                                  | 4/4                               | Внутреннее (усталостное) разрушение двигателя и его пожар. При вынужденной посадке перед собой самолёт скапотировал, разрушился и сгорел. |
| 27.07.1984 | 82909          | Украинская ССР, Херсонская область, Лазурное                                                            | 0/2+ неизвестно кол-во пассажиров | Посадка или пробег, ошибка экипажа. |
| 24.10.1984 | 32311          | Иркутская область, а/п Заваль                                                                           | 1/16                              | Сразу после отрыва самолёт перешёл на кабрирование, потерял скорость, упал на землю и разрушился. |
| 23.01.1985 | н. д.          | Республика Бурятия, Баунтовский район, Муя                                                              | 3/3                               | Отказ техники. |
| 21.05.1985 | 04326          | а/п Тадебяяха                                                                                           | 0/2                               | Взлёт, ошибка экипажа. |
| 29.05.1985 | 70218          | Ленинградская область, 2 км от а/п Ржевка                                                               | 4/5                               | Взлёт, отказ техники. |
| 01.06.1985 | 70771          | близ Талды-Кургана                                                                                      | 3/3                               | Ошибка экипажа, погодные условия, ошибка служб УВД |
| 10.06.1985 | 32028          | Ставропольский край                                                                                     | 2/2                               | Выполнение авиаработ, ошибка экипажа. |
| 20.06.1985 | 91783          | а/п Мома (Хонуу)                                                                                        | 0/3                               | Экипаж выполнял рейс по заявке совхоза «Момский» с пассажиром и грузом на борту. Из-за халатного отношения к служебным обязанностям работников службы организации перевозок в самолёте был размещён груз массой 1619 кг, что привело к превышению допустимой взлётной массы на 210 кг и смещению центровки. В сводной загрузочной ведомости значились два пассажира и 1300 кг груза, что соответствовало расчётной загрузке. При взлёте самолёт перешёл на кабрирование, потерял скорость, упал на землю и разрушился. |
| 04.07.1985 | 55710          | а/п Байкит                                                                                              | 0/3                               | Взлёт, ошибка экипажа. |
| 01.09.1985 | 01789          | Якутская ССР, площадка Сартан, Юнкюр, Верхоянский район                                                 | 0/14                              | Отказ двигателя. |
| ??.??.1985 | 32352          | Сосновая Роща (Искра), Курганская область                                                               | н. д.                             | Сильно повреждён при падении, перевернулся на спину |
| 22.05.1986 | 68054          | а/п Новозыбков                                                                                          | 0/2                               | Ошибка экипажа |
| 11.08.1986 | 40902          | Хабаровский край, Аяно-Майский район, горный массив Кондёр, близ н/п Курунг                             | 2/3                               | Выполнение авиаработ, ошибка экипажа. |
| 06.01.1987 | 16075          | Казахская ССР, близ Джезказгана                                                                         | 2/2                               | При полёте над мало заселённой территорией в условиях плохой видимости экипаж заблудился. Снизились на минимальную высоту для визуального обнаружения ориентиров(столбов эл.передачи) и врезались в сопку. |
| ??.04.1987 | 56436          | н. д.                                                                                                   | н. д.                             | Разбился. |
| ??.11.1987 | YU-BOD         | возле Джяково                                                                                           | н. д.                             | Повреждён без возможности восстановления. |
| 09.06.1988 | 70121          | Тюменская область, 15 км от а/п Тобольска                                                               | 2/2                               | Горизонтальный (крейсерский) полёт, ошибка экипажа. |
| 12.06.1988 | 32267          | Украинская ССР, Ровенская область, близ пос. Александрия                                                | 0/13                              | Ошибка экипажа, отказ техники, погодные условия. |
| 26.08.1988 | 01788          | Якутская АССР, р. Лена, близ н.п. Кыстатыам                                                             | 1/2                               | Ошибка экипажа. |
| 21.09.1988 | 70848          | Хабаровский край, 120 км от а/п Нелькан                                                                 | 2/2                               | Снижение, ошибка экипажа, погодные условия. |
| 01.05.1989 | 70225          | Горьковская область, Сеченово                                                                           | 5/5                               | При выполнении агитационного полёта врезался в деревья. |
| ??.??.1989 | 70087          | на маршруте Тверь-Змеево                                                                                | н. д.                             | Разбился. |
| 28.01.1990 | 03 жёлтый      | Сахалинская область, Оха                                                                                | 3/12                              | Самолёт Южно-Сахалинского аэроклуба ДОСААФ разбился сразу после взлёта с парашютистами на борту. На высоте около 50 м самолёт перешёл в снижение с левым креном и столкнулся с землёй. Погибли трое парашютистов (в том числе двое несовершеннолетних). Остальные находившиеся на борту получили различные травмы. |
| 01.02.1990 | 07207          | Архангельская область, Вождорма                                                                         | 4/4                               | Заход на посадку, ошибка экипажа, погодные условия. |
| 24.03.1990 | 40679          | Иркутская область, близ Киренска                                                                        | 0/2                               | Отказ техники. |
| ??.05.1990 | 10 жёлтый      | Латвия, аэродром Елгава                                                                                 | 0/н. д.                           | Повреждён после жёсткой посадки. |
| 11.06.1990 | 33042          | Волгоградская область, н.п Клетско-Почтовский, Серафимовичский р-н                                      | 2/2                               | Выполнение авиаработ, ошибка экипажа. |
| 26.06.1990 | 19730          | Кировская область, близ н.п. Шурма                                                                      | 3/3                               | Ошибка экипажа. |
| 01.08.1990 | 40413          | Читинская область, Усугли                                                                               | 0/3                               | Взлёт, ошибка экипажа. |
| 05.09.1990 | 40433          | Алтайский край, Горно-Алтайская автономная область, близ Джазатора                                      | 3/8                               | Ошибка экипажа, погодные условия. |
| 24.10.1990 | 19725          | Казахская ССР, близ п. Борсенгир                                                                        | 3/5                               | Выполнял облёт ЛЭП совмещая с доставкой вахты, на посадочной прямой зацепил провода молниезащиты ВЛЭП и потерпел катастрофу. Экипаж и один из пассажиров погибли. Самолёт разрушился и частично сгорел. |
| ??.??.1990 | 822            | Штрауссберг ?                                                                                           | 0/н. д.                           | Повреждён до ремонта 1990 года. Самолёт позже выставлен в музей и сейчас хранится в Берлине-Гатов. |
| ??.??.1990 | 07308          | н. д.                                                                                                   | 5/5                               | Сообщается, что самолёт был списан вследствие столкновения в воздухе. Также сообщается, что самолёт был продан Tuva Airlines в 1994 году. |
| 15.07.1991 | 01494          | Тюменская область, ХМАО, близ Урая                                                                      | 1/9                               | Набор высоты, отказ техники. |
| 04.05.1995 | RA-19550       | Башкортостан, Сибай                                                                                     | 3/7                               | При осмотре самолёта на месте АП обнаружено, что на хвостовом оперении рули направления и высоты застопорены струбциной, которая была установлена механиком самолёта и не снята перед вылетом. Техническое обслуживание воздушного судна перед полётом осуществлялось авиамехаником спортклуба без привлечения технического состава аэропорта Сибай. |
| 16.06.1995 | RA-07743       | Хабаровский край, 22 км от пос. Херпучи                                                                 | 13/14                             | Ошибка экипажа. |
| 15.10.1995 | RA-01495       | Тюменская область, ЯНАО, г. Константинов Камень                                                         | 2/13                              | Причины неизвестны. |
| 05.12.1995 | RA-17725       | Архангельская область, близ Верхней Тоймы                                                               | 0/14                              | Через 3 минуты после взлёта самолёт перешёл в снижение. Экипаж совершил вынужденную посадку в 3 км от аэродрома, при которой самолёт разрушился. 11 человек получили ранения. Самолёт был перегружен коммерческим грузом. |
| 17.06.1997 | RA-84700       | Тульская область, близ Тулы                                                                             | 4/7                               | Отказ техники. |
| 08.07.1998 | RA-02823       | Якутия, близ а/п Маган                                                                                  | 1/10                              | Отказ техники. |
| ??.??.1998 | YU-BLB         | Зренянин                                                                                                | н. д.                             | Сгорел. |
| ??.??.1998 | YU-BLC         | Панчево                                                                                                 | н. д.                             | Разбился. |
| ??.10.1999 | 9A-DBZ         | н. д.                                                                                                   | 0/0                               | Уничтожен во время шторма. |
| 23.04.2001 | RA-01122       | а/п Кобяй                                                                                               | 0/13                              | Взлёт, ошибка экипажа. |
| 25.04.2001 | RA-17832       | Краснодарский край, близ станицы Некрасовская                                                           | 0/2                               | Выполнение авиаработ, ошибка экипажа. |
| 02.06.2001 | н. д.          | Волгоградская область, близ Волжского                                                                   | 3/3                               | Нарушение правил пилотирования. |
| 12.07.2001 | RA-01447       | Белгородская область, пос. Кандабарово                                                                  | 0/3                               | Выполнение авиаработ, ошибка экипажа. |
| 06.10.2001 | RA-40480       | Якутия, 12 км от а/п Полярный                                                                           | 0/3                               | Заход на посадку, ошибка экипажа. |
| 14.09.2002 | RA-56888       | Шалинское                                                                                               | 13/14                             | Отказ техники на взлёте. Погиб пилот и 12 парашютистов, один парашютист выжил. |
| ??.09.2004 | RA-01128       | Красноярский край                                                                                       | н. д.                             | Разбился, подробности не известны |
| 13.01.2005 | RA-62597       | Красноярский край, Эвенкийский АО, близ Туры                                                            | 9/9                               | Заход на посадку, ошибка экипажа. |
| 18.11.2005 | RA-02252       | Якутия, 31 км от Сангара                                                                                | 0/12                              | Ошибка экипажа, погодные условия. |
| ??.03.2006 | SP-AOY         | Лешно                                                                                                   | 0/0                               | В конце марта 2006 года перевёрнут штормовым ветром |
| 23.04.2006 | RF-00451       | Ставропольский край, Будённовский район, близ пос. Терский                                              | 4/5                               | Предполётное техническое обслуживание самолёта не производилось. КВС лично отвязывал якорные привязи и проворачивал винт, снял хвостовую струбцину. В 20:19 (по остановившимся наручным часам КВС) на высоте 30-50 м самолёт потерял управление и столкнулся с землёй с левым креном. В результате падения ВС произошло частичное разрушение левой полукоробки крыльев, затем произошло неполное капотирование, в результате чего лопасти винта изогнулись, пирамиды шасси разрушились, самолёт с вращающимся винтом продолжил движение на восток, а затем, разрушаясь в процессе движения, развернулся на 180-186°. КВС был в состоянии алкогольного опьянения. |
| 12.08.2006 | UN-02683       | Акмолинская область, Буландынский район, село Новобратское                                              | 1/2                               | Во время разворота на высоте 50 м, на приборной скорости 155-160 км/ч при заходе на посадку после выполнения полёта на АХР внезапно умер КВС. Самолёт с превышением допустимого крена перешёл в снижение с избыточной вертикальной скоростью. Второй пилот ввиду дефицита времени не смог вывести самолёт из снижения. Самолёт, задев левым колесом и воздушным винтом землю, упал в овраг на окраине села и загорелся. Второй пилот остался жив, выбравшись из кабины ВС самостоятельно. |
| 25.08.2006 | RA-32706       | Ростовская область, Целинский район, 7,5 км от пос. Воронов                                             | 0/2                               | При выполнении взлёта с использованием номинального режима работы двигателя, после пролёта первого по курсу взлёта препятствия в работе двигателя появились перебои: хлопки с потерей мощности и просадкой самолёта. Экипаж увеличил режим работы двигателя до взлётного. Однако это не привело к увеличению мощности двигателя. При подлёте к лесополосе высота полёта самолёта оказалась недостаточной, что привело к столкновению с деревьями. |
| 19.10.2006 | UK-70152       | Ташкентская область, Уртачирчикский район, близ Аранчи                                                  | 15/15                             | После взлёта, в процессе набора высоты, погода резко ухудшилась. Экипаж принял решение прекратить выполнение задания и приступил к заходу на посадку, во время которого самолёт попал в полосу тумана и столкнулся с землёй недалеко от аэродрома. |
| 26.12.2006 | RA-33565       | Свердловская область, Гаринский район, близ пос. Шабурово                                               | 0/н. д.                           | Через 15 минут полёта на высоте 300 м началась прогрессирующая тряска двигателя с падением мощности. Экипаж произвёл вынужденную посадку на мелколесье, в ходе которой никто из находившихся на борту не пострадал. |
| ??.??.2006 | LZ-1118        | Аэропорт Агадес                                                                                         | 0/0                               | Песчаная буря в аэропорту Агадес, Нигер, повредила два самолёта. |
| ??.??.2006 | LZ-1102        | Аэропорт Агадес                                                                                         | 0/0                               | Песчаная буря в аэропорту Агадес, Нигер, повредила два самолёта. |
| 24.06.2007 | RA-81505       | Якутия, пос. площадка Уэль-Сиктях-1, 276 км от а/п Жиганск (с азимутом 40°)                             | 0/3                               | Взлёт, ошибка экипажа. |
| 07.06.2008 | RA-68068       | Ставропольский край, Близ н/п Безопасное, Труновский р-н                                                | 2/2                               | Выполнение авиаработ, ошибка экипажа. |
| 27.06.2008 | RA-01132       | Московская область, Серпуховской район, близ Пущино                                                     | 5/5                               | Выполнение авиаработ, отказ техники, ошибка при техническом обслуживании. |
| 28.06.2008 | RF-00403       | Краснодарский край, 6 км северо-восточнее ст. Дмитриевская                                              | 0/1                               | Самолёт, принадлежавший фирме из г. Армавир и совершавший испытательный облёт после ремонта двигателя, упал в поле и сгорел. Лётчик получил травмы средней тяжести. По предварительным данным, произошло падение оборотов двигателя в полёте. |
| 29.08.2008 | RA-68126       | Красноярский край, 50 км от пос. Осиновый Мыс, Богучанский р-н                                          | 0/4                               | Выполнение авиаработ, отказ техники. |
| 06.11.2008 | RA-40280       | Ненецкий автономный округ, 20 км от пос. Верхняя Пёша                                                   | 0/5                               | Отказ двигателя. |
| 30.04.2009 | RF-00842       | Якутия, близ села Ой (Немюгинцы)                                                                        | 3/3                               | Заход на посадку в сложных метеоусловиях, ошибка экипажа. В результате обледенения самолёт стал неуправляем, но экипажу удалось отвести его в сторону от села. Задев опору ЛЭП, самолёт разбился. Выполнялся перегон из Москвы после капремонта. |
| 13.06.2009 | RF-00428       | Краснодарский край, 20 км юго-восточнее г. Приморск-Ахтарска                                            | 0/1                               | Выполнение авиаработ, ведётся расследование. |
| 24.06.2010 | UP-A0161       | Казахстан, Кокшетау                                                                                     | 2/3                               | При взлёте зацепил деревья, упал и загорелся. |
| 05.07.2010 | н. д.          | Румыния, Тузла                                                                                          | 12/14                             | При взлёте разбился в конце ВПП и загорелся. |
| 03.08.2010 | UR-17915       | Украина, Кукушкино                                                                                      | 0/2                               | При аварийной посадке на грязную дорогу подломилось шасси. |
| 01.10.2010 | н. д.          | Бурятия                                                                                                 | 0/12                              | Совершил аварийную посадку в 75 км на северо-востоке от с. Багдарин, Баунтовский район, Бурятия, когда облетал грозовую тучу. |
| 24.10.2010 | CX-CAP         | Аргентина, Санта-Исабель                                                                                | 0/10                              | Разбился сразу после взлёта, упал в 400 м от ВПП. |
| 30.03.2011 | UR-54873       | Диброва                                                                                                 | 0/2                               | При посадке перевернулся и загорелся. |
| 24.06.2011 | RA-40420       | Амурская область                                                                                        | 0/13                              | Совершил аварийную посадку на берег реки, впоследствии был восстановлен. |
| ??.07.2011 | н. д.          | Красноярский край, район реки Вивы, Эвенкия                                                             | н. д.                             | Обнаружен брошенным со сломанными стойками шасси и повреждённым винтом. |
| 22.08.2011 | RA-01105       | Тоджинский район, Тува                                                                                  | 1/4                               | Самолёт не был допущен к полётам, вылет не санкционирован. Вёз за деньги рыбаков на рыбалку на удалённое озеро. После взлёта перестал набирать высоту и скорость, зацепил деревья, перевернулся и упал. Погиб первый пилот, четверо раненых. |
| 28.08.2011 | RA-01105       | Славянский район, Краснодарский край                                                                    | 1/2                               | Использование некачественного топлива, полёт не был санкционирован, выполнялся без заявки и уведомления органов обслуживания воздушного движения. |
| 03.09.2011 | н. д.          | село Костюковка Винницкой области                                                                       | 1/1                               | При взлёте после дозаправки зацепился шасси за верхушку дерева, врезался в землю и взорвался. 60-летний пилот погиб на месте. |
| 09.10.2011 | RA-81514       | Лабинский район, Краснодарский край                                                                     | 0/1                               | Упал и сгорел, зацепившись за провода. Выполнял сельхозработы. |
| 23.04.2012 | UR-81515       | Ямпольский район, Сумская область                                                                       | 0/2                               | Перевернулся при взлёте, упал и загорелся двигатель. Пожар потушен экипажем до прибытия пожарных. Жертв нет. |
| 11.06.2012 | RA-40312       | Серов, Свердловская область                                                                             | 13/13                             | Самолёт с, возможно, пьяным пилотом и 12 пассажирами вылетел без разрешения в неизвестном направлении и пропал. Масштабные поиски ничего не дали. В мае следующего года обломки были случайно обнаружены в болоте в 8 км от места взлёта, куда самолёт упал, зацепившись за деревья. |
| 29.09.2012 | RA-33601       | Серов, Свердловская область                                                                             | 0/5                               | После пролёта около 60 км загорелась лампа критического остатка топлива правого полукрыла (на удалении около 100 км от а/д Ивдель). В 10:40 двигатель выключился. КВС выполнил заход и произвёл посадку на площадку вырубленного леса. |
| ??.09.2012 | RA-40220       | Дмитриевская, Краснодарский край                                                                        | 0/1                               | Вынужденная посадка, самолёт перевернулся на кукурузном поле, после посадки самолёт был разобран на металлолом. |
| 25.11.2012 | RA-33589       | Серов, Свердловская область                                                                             | 1/10                              | На высоте примерно 80 м произошло падение мощности двигателя. Вместо решения о посадке перед собой при наличии для этого пригодных площадок, КВС левым разворотом пытался произвести посадку с обратным курсом на посадочную площадку. В процессе разворота произошло уменьшение скорости и высоты полёта. Самолёт с МК около 170° задел верхушки деревьев и, прочертив по земле консолью левого нижнего крыла около 12 м, столкнулся с землёй двигателем на опушке леса (через 27 м после первого касания деревьев) и с левым креном более 60-186;. После столкновения с землёй самолёт по инерции продвинулся вперёд ещё на 20 м с разворотом почти на 180°, остановился и загорелся.                                                                              |
| 07.02.2013 | UR-54853       | Чудновский район, Житомирская область                                                                   | 0/1                               | Предварительная причина — при прохождении тумана пилот потерял ориентацию и допустил столкновение самолёта с землёй. Жертв нет. |
| 02.03.2013 | RF-01024       | Возле деревни Кстово, Рыбинский район, Ярославская область                                              | 0/12                              | Самолёт местного аэроклуба с парашютистами взлетел с рыбинского аэродрома. Из-за неисправности в двигателе, с неработающим двигателем совершил аварийную посадку в лесополосе. С сотрясением мозга госпитализирован один человек. У самолёта повреждены крылья и винт. |
| 07.03.2013 | RA-17823       | возле Нефтекамска, Башкортостан                                                                         | 0/3                               | Совершил аварийную посадку из-за плохих погодных условий. Погибших и пострадавших нет. |
| 23.03.2013 | RA-02203       | станица Восточная, Усть-Лабинский район, Краснодарский край                                             | 1/1                               | Взлетел с поля в районе станицы Восточная в Краснодарском крае, пролетел 40 секунд и упал в водоём «Батохинские пруды». По предварительным данным, самолёт должен был выполнить химическую обработку полей. Самолёт сильно повреждён. |
| 15.05.2013 | RA-31403       | Чернолесское, Новоселицкий район, Ставропольский край                                                   | 1/1                               | Выполнял сельхозработы, начал терять высоту и разбился. |
| 24.05.2013 | EX-02015       | Аксыйский район, Джалал-Абадская область                                                                | 3/3                               | Проводил химическую обработку полей от саранчи и разбился. |
| 28.06.2013 | RF-00408       | Хабаровский край, в районе п. Некрасовка                                                                | 0/9                               | Аварийная посадка. Совершал рейс г. Хабаровск — п. Самарга Приморского края. |
| 28.06.2013 | UP-A0190       | Кызылординская область, в районе п. Теренозек                                                           | 1/2                               | Проводил авиахимические работы. |
| 15.07.2013 | UP-A0126       | Кызылординская область, в Шиелийском районе                                                             | 0/2                               | Проводил авиахимические работы. |
| 21.07.2013 | UR-ART         | Крым, Красноперекопский район                                                                           | 0/2                               | Проводил сельскохозяйственные работы. |
| 28.07.2013 | ФЛА-3618К      | Ростовская область, азродром города Шахты                                                               | 0/1                               | В городе Шахты Ростовской области на аэродроме совершил жёсткую посадку самолёт Ан-2, проводящий сельхозработы. Воздушное судно повреждено (без возгорания), пострадавших нет. Разрушений на земле нет. |
| 10.08.2013 | D-FWJC         | земля Бранденбург                                                                                       | 0/13                              | Самолёт приземлился в поле, около 600 м после взлётно-посадочной полосы и перевернулся. Воздушное судно повреждено (без возгорания), пострадали 13 человек, жертв нет. Разрушений на земле нет. |
| 16.08.2013 | RA-01419       | Республика Саха-Якутия, в 25 километрах от г. Вилюйск                                                   | 0/11                              | Совершил вынужденную посадку в 25 километрах от г. Вилюйска в Республике Саха (Якутия). Никто из пассажиров воздушного судна при посадке не пострадал. Сразу после приземления машина сгорела. |
| 18.09.2013 | RA-33107       | ХМАО-Югра, в 38 километрах от посёлка Зеленоборска                                                      | 0/7                               | Совершил жёсткую посадку в 38 километрах от посёлка Зеленоборск в ХМАО. Травмы лёгкой и средней степени тяжести получили три человека, они доставлены в ЦРБ г. Советского. |
| 06.10.2013 | RA-31505       | Белгородская область                                                                                    | 0/2                               | Самолёт АК «Спутник» потерпел аварию, судно разрушено и частично сгорело. В результате пострадали 2 человека. |
| 10.10.2013 | UR-54853 ?     | Волынская область, между сёлами Стовбуховка и Столин                                                    | 2/2                               | Перевозил груз контрабандных сигарет из Белоруссии. Потерпел катастрофу при заходе на посадку на недействующую взлётно-посадочную полосу без возгорания. В результате погибли 2 человека. |
| 26.10.2013 | б/н            | Красноярский край, посёлок Таёжный, Богучанский район                                                   | 2/4                               | При заходе на посадку ночью самолёт столкнулся с деревьями, упал в лес и загорелся. КВС (владелец самолёта) и второй пилот погибли. Находившиеся на борту двое пассажиров (геологи) не пострадали. |
| 25.04.2014 | UR-ABAB        | Краматорск                                                                                              | 0/0                               | Сгорел на стоянке в результате пожара другого воздушного судна, вертолёта Ми-8. |
| 09.05.2014 | RF-00446       | Липецкая область, Тербунский район                                                                      | 0/9                               | При наборе высоты совершил жёсткую посадку ударился о землю, сломал два левых крыла и повредил хвост. Находившиеся на борту пилот и восемь пассажиров не пострадали, но были направлены в больницу для освидетельствования состояния здоровья. |
| 07.06.2014 | 02883 ФЛА РФ   | Возле деревни Староселье, Рыбинский район, Ярославская область                                          | 1/1                               | Самолёт, принадлежавший частному лицу, столкнулся с землёй. Погиб пилот, других людей на борту не было. |
| 08.06.2014 | SP-FDZ         | Возле аэродрома Дайтки, Ольштын                                                                         | 0/2                               | Самолёт, совершил аварийную посадку, столкнулся с деревьями. Пилоты, самостоятельно покинули самолёт и не пострадали. |
| 17.07.2014 | б/н            | Весёлая Тарасовка, Луганская область                                                                    | 0/0                               | Законсервированный Ан-2 с нанесёнными обозначениями ЛНР был уничтожен огнём украинской бронетехники на аэродроме. |
| 06.08.2014 | RA-178902      | Протоцкие, Красноармейский район Краснодарского края                                                    | 0/2                               | Ан-2, принадлежащий ООО «Юг-Лайн», совершил жёсткую посадку на рисовое поле в 8 километрах юго-восточнее станицы Чебургольская. |
| 24.09.2014 | RA-02322       | а/п Шойна                                                                                               | 0/10                              | При взлёте в условиях порывистого ветра самолёт задел землю нижним крылом правой бипланной коробки на обочине ГВПП. Подломив основные опоры шасси, самолёт остановился за пределами ГВПП. |
| ??.09.2014 | UR-33590       | Аэропорт Луганска, Луганская область                                                                    | 0/0                               | Ан-2 «Луганские авиалинии» был уничтожен в ходе боевых действий, точное время уничтожения самолёта неизвестно. |
| ??.??.2014 | UR-33587       | Аэропорт Луганска, Луганская область                                                                    | 0/0                               | Самолёт был уничтожен во время боевых действий в аэропорту Луганска летом 2014 года. |
| 20.01.2015 | UP-A0314       | Шуский район, близ месторождения Шатыркуль                                                              | 6/7                               | В условия плохой видимости, потерпел крушение при посадке. Ан-2 принадлежал ТОО "Олимп Эйр" перевозил работников корпорации Казахмыс. Ведётся расследование. |
| 26.03.2015 | UR-62681       | Волынская область                                                                                       | 2/2                               | Пилот самолёта "Ан-2" (осуществлял несанкционированный полёт), опустив самолёт до опасной высоты, зацепил крышу жилого дома, в результате чего самолёт упал на дорогу в селе и загорелся. Пилот и пассажир погибли. |
| 31.03.2015 | RF-00388       | Республика Дагестан                                                                                     | 0/0                               | Мощный ветер снёс со стоянки аэродрома ДОССАФ в Махачкале лёгкий многоцелевой самолёт Ан-2. В результате сильных порывов ветра воздушное судно перевернулось несколько раз. |
| 10.05.2015 | RF-01159       | Азов | 0/13                              | Ан-2 ДОСААФ (Азовского аэроклуба) Совершил жёсткую посадку на аэродроме взлёта после чего загорелся. Все люди находившиеся на борту успели покинуть воздушное судно. |
| 16.05.2015 | LY-AET         | Балтийское море                                                                                         | 2/2                               | Ан-2Р Клайпедских Авиалиний во время полёта из Швеции в Литву упал в Балтийское море. |
| 18.05.2015 | RA-56528       | Предгорный район посёлок Санамер                                                                        | 0/1                               | Самолёт, принадлежавший частному лицу, совершил жёсткую посадку. При аварийном приземлении самолёт снёс часть ограждения церкви и врезался винтом в стену здания церкви посёлка. Пилот получил телесные повреждения и госпитализирован в больницу. |
| 15.06.2015 | RA-84553}      | Ростовская область                                                                                      | 0/2                               | Биплан совершил вынужденную посадку и сгорел на земле. Один человек пострадал. |
| 19.06.2015 | RA-40646       | Красноярский край с.Кежма                                                                               | 0/4                               | Самолёт совершил вынужденную посадку во время пожаротушения леса. |
| 25.06.2015 | HL1090         | провинция Чхунчхон-Пукто                                                                                | 0/4                               | Ан-2 упал в канаву после потери мощности двигателя. |
| 1.08.2015  | YR-PEG         | Стенкуца                                                                                                | 1/2                               | При выполнение агрохимических работ упал на поле. |
| 6.09.2015  | D-FWJK         | Мерзебург                                                                                               | 0/2                               | Ан-2ТД перевернулся из-за сильного ветра при транспортировке. |
| 16.09.2015 | RA-35141       | Братск, Иркутская область                                                                               | 0/3                               | Совершил вынужденную посадку в лесном массиве. |
| 06.02.2016 | RA-40204       | Гай, Оренбургская область                                                                               | 3/3                               | Разбился в сложных погодных условиях. |
| 28.03.2016 | HA-MKF         | Пофем Эйрфилд, Бейзингстоук, Гэмпшир                                                                    | 0/0                               | Получил серьёзные повреждения на земле во время шторма «Кейт». |
| 03.04.2016 | RA-54828       | Татарстан                                                                                               | 0/1                               | Во время проведения сельхозработ совершил жёсткую посадку, получил повреждения. |
| 14.04.2016 | н. д.          | Самарская область                                                                                       | 1/1                               | Потерпел катастрофу во время облёта сельхозполей. |
| 06.05.2016 | N2AN           | Сан-Бернардино                                                                                          | 0/2                               | Во время полёта упала тяга двигателя, перевернулся на посадке. |
| 26.06.2016 | UP-A0273       | Алматинская область                                                                                     | 1/3                               | Совершил аварийную посадку во время проведения опыления полей. Пострадали пилот и техник находившийся на борту, самолёт сгорел. |
| 30.06.2016 | RA-33462       | Саратовская область                                                                                     | 2/2                               | Зацепился за кроны деревьев, упал и полностью сгорел во время проведения опыления полей. Оба пилота погибли. |
| 31.07.2016 | RA-54790       | Кемеровская область                                                                                     | 3/3                               | Врезался в гору и полностью сгорел в тайге. |
| 11.08.2016 | RA-17812       | Республика Саха, Якутия                                                                                 | 0/3                               | Повреждён при посадке. |
| 27.07.2017 | RA-40908       | Краснодарский край, Красноармейский район, 1,7 км севернее н.п. Полтавский                              | 0/2                               | После набора высоты, убрав закрылки, КВС приступил к выполнению левого разворота. В этот момент произошёл останов двигателя. КВС сразу перевёл ВС на снижение для сохранения скорости и выполнения безопасной вынужденной посадки перед собой. Самолёт приземлился на основные колёса шасси на соевое поле, на пробеге столкнулся правой нижней консолью с деревом, затем с береговым бруствером ерика Полтавский. |
| 26.08.2017 | RA-33036       | Красноярский край, Енисейский район, 75 км северо-западнее Енисейска                                    | 0/2                               | Совершил экстренную посадку из-за проблем с двигателем. |
| 02.09.2017 | RA-35171       | Московская область, Балашиха                                                                            | 2/2                               | Ан-2Т потерпел катастрофу на Московском авиационно-ремонтном заводе в деревне Федурново в ходе авиашоу в честь 70-летия первого полёта Ан-2. Самолёт зацепил крылом ВПП, ударился об землю и несколько раз перевернулся. Воздушное судно полностью сгорело. |
| 07.11.2017 | RA-02305       | Амурская область, Экимчан                                                                               | 1/2                               | Через 10 минут после вылета из аэропорта Экимчан возникли проблемы с двигателем. Экипаж сделал попытку вернуться в аэропорт, однако самолёт упал, не долетев 600 м до ВПП. Самолёт разрушился, возник пожар. КВС-инструктор С. В. Кошевой погиб, получив значительные ожоги. ВС полностью сгорело. |
| 19.12.2017 | RA-01460       | Ненецкий автономный округ, Нарьян-Мар                                                                   | 4/13                              | ТВС-2МС принадлежащий ОАО «Нарьян-Марский объединённый авиаотряд», выполнявший рейс по маршруту Нарьян-Мар - Харута, через несколько минут после взлёта потерял скорость и упал в районе аэропорта. В результате авиакатастрофы погибли 3 из 13 пассажиров и членов экипажа, находившихся на борту. Позднее в больнице скончался 4-й пассажир. |
| 06.01.2018 | YV1944         | Ла Парагуа, Ла Парагуа                                                                                  | 0/2                               | Вскоре после взлёта потерял высоту, столкнулся с землёй и загорелся. Экипаж покинул ВС |
| 27.06.2018 | RA-62524       | Иркутская область, Нижнеудинск                                                                          | 0/4                               | При посадке перевернулся на спину. |
| 30.07.2018 | RA-40649       | Красноярский край, Эвенкийский район, 190 км западнее Туры                                              | 0/8                               | Пилот произвёл вынужденную посадку в горно-таёжной местности в 190 км западнее пос. Тура из-за отказа двигателя. |
| 08.11.2018 | RA-84674       | Архангельская область, Приморский район, 50 км северо-восточнее а/п Архангельск (Талаги)                | 0/14                              | На удалении 50 км от аэродрома Талаги КВС увидел впереди по курсу низкую сплошную слоистую облачность и принял решение вернуться на аэродром вылета. После разворота на 180° на лобовом остеклении появилась морось, которая начала кристаллизоваться. Одновременно с этим скорость самолёта снизилась со 160 км/ч до 150 км/ч. Увеличение режима работы двигателя вплоть до взлётного не привело к увеличению скорости. На заключительном этапе полёта скорость снизилась до 120 км/ч, вертикальная скорость снижения составляла 2-3 м/сек. КВС принял решение о выполнении вынужденной посадки в лесном массиве |
| 20.06.2019 | UP-A0***       | Акмолинская область, Целиноградский район, 10 км от села Родина                                         | 2/3                               | Во время химической обработки полей упал самолёт Ан-2. В результате происшествия пилот самолёта погиб, двое членов экипажа с травмами и ожогами госпитализированы. Один из пострадавших скончался в больнице. Причина падения устанавливается. |
| 04.08.2019 | RT-15-305      | Фахрабад                                                                                                | 1/2                               | Крушение учебного самолёта произошло при заходе на посадку на учебной авиабазе Фахрабад, в 30 километрах от Душанбе. Двигатель самолёта внезапно заглох, и Ан-2 рухнул на землю. |
| 20.02.2020 | RA-40642       | Магадан                                                                                                 | 0/14                              | Первый полёт после проведения технического обслуживания. Сразу после взлёта самолёт с 2 членами экипажа и 12 пассажирами на борту перешёл в кабрирование, потерял скорость и рухнул на землю. Пассажиры и экипаж получили различные травмы, но обошлось без погибших. В качестве причин авиационного проишествия названы перегруз и нарушение центровки самолёта - вес багажа оказался 445 килограммов, а чтобы его разместить, даже пришлось сложить одно из пассажирских кресел. Тяжёлые пассажиры заняли места ближе к хвосту самолёта. Один из пассажиров сидел на багаже посреди салона, а второй во время взлёта сместился к двери, что ухудшило ситуацию с центровкой.                                                                                        |
| 26.02.2020 | UP-A0001       | Усть-Каменогорск                                                                                        | 0/5                               | Сгорел после жёсткой посадки на поле. |
| 13.07.2020 | RA-40851       | Нижегородская область, Большеболдинский район, Кистенево                                                | 2/2                               | Ан-2, удобрявший на рассвете кукурузное поле в Нижегородской области, столкнулся с железобетонной опорой линии электропередач, упал и загорелся. Техник погиб в пожаре, командир экипажа через двое суток скончался в больнице. Пилоты, выполнявшие обработку на предельно малой высоте, вероятно были ослеплены восходящим солнцем и не заметили наземные препятствия. |
| 19.07.2020 | RA-71276       | Бурятия, Тункинский район                                                                               | 6/6                               | Ан-2 пропал без вести. На борту было два члена экипажа и 4 пассажира. Полёт был ознакомительным перед началом работ по химической обработке лесов для борьбы с вредителем - сибирским шелкопрядом. Место крушения найдено через год на горном склоне в районе перевала Тринадцати, в верховьях реки Билюты. Самолёт врезался в скалу на высоте 2780 метров над уровнем моря. |
| 11.02.2022 | RA-33599       | Камчатка                                                                                                | 2/2                               | Самолёт, перевозивший груз - 1000 килограммов продуктов, сразу после взлёта стал терять высоту, столкнулся с деревьями и разбился на удалении 1 километра от взлетной полосы с. Северные Коряки. Два члена экипажа погибли. В результате расследования МАК выяснилось, что самолёт с предельной загрузкой взлетал со сниженной мощностью двигателя из-за неверного положения тумблера магнето. |
| 21.06.2022 | RA-17742       | Республика Саха (Якутия)                                                                                | 2/3                               | Взлетел с площадки Ус-Хатын в 6:30 в сторону площадки на месторождении «Вертикальное» в Кобяйском районе. На борту было два пилота, один пассажир и груз весом 1000 килограммов. После того, как самолёт не прибыл на месторождение вовремя, начались поисково-спасательные работы, но место авиакатастрофы удалось обнаружить лишь через 10 дней. Ан-2 в плотной облачности столкнулся со склоном горы на высоте 1022 м над уровнем моря. Оба члена экипажа погибли, пассажир получил незначительные травмы. Самолёт разрушился и сгорел. |
| 15.07.2022 | RA-02240       | Краснодарский край, Новокубанский район, в районе станицы Прочноокопская                                | 2/2                               | Ан-2, выполнявший полёт с невыясненной целью, возвращался на посадочную площадку через полтора часа после захода солнца. На удалении 1630 метров от посадочной площадки, с курсом параллельным взлётно-посадочной полосе, самолёт столкнулся с линией электропередач, деревьями и рухнул на землю. На борту были командир экипажа и один пассажир, сидевший на месте второго пилота. Посадочная площадка не оборудована подсветкой. |
| 09.01.2023 | RA-71165       | Каратайка                                                                                               | 2/12                              | Самолёт, направлявшийся по маршруту Нарьян-Мар – Усть-Кара – Каратайка – Нарьян-Мар, совершил вынужденную посадку в 9,5 километрах от промежуточного пункта – посадочной площадки Каратайка. Сразу после жёсткого приземления на борту начался пожар. На борту находилось 12 человек: 10 пассажиров и 2 члена экипажа. Погибли два человека - второй пилот и один из пассажиров. Семеро пассажиров и командир экипажа получили серьёзные травмы. Причиной вынужденной посадки послужило обледенение и потеря скорости самолётом. |
| 27.10.2024 | RA-33623       | Ессентуки                                                                                               | 0/9                               | В Предгорном районе Ставропольского края самолёт Ан-2 совершил аварийную посадку в лесополосе. Четыре человека получили травмы. В качестве пассажиров на борту самолёта находились парашютисты, выполнявшие прыжки в местном авиационно-спортивном клубе. |
| 19.12.2024 | RA-33555       | Камчатка                                                                                                | 0/3                               | Самолет Ан-2, выполнявший местный авиарейс по маршруту Мильково - Оссора, пропал на Камчатке днем 19 декабря. На борту находилось двое пилотов и пассажир, сопровождавший груз запчастей. В процессе полёта произошло обледенение и самолёт совершил вынужденную посадку, в ходе которой скапотировал. Несмотря на то, что пилоты сразу включили аварийный радиомаяк, спасатели смогли добраться до места крушения лишь через 3 дня. |